# Diana Spencer
Diana Frances Spencer, conosciuta anche come Lady Diana o Lady D (Sandringham, 1º luglio 1961 – Parigi, 31 agosto 1997), è stata dal 1981 al 1996 consorte di Carlo III del Regno Unito, allora Principe di Galles. Con lui ebbe due figli: i principi William e Henry. 
Dopo il divorzio dal coniuge mantenne il titolo di principessa di Galles, ma senza il trattamento di Altezza Reale, pur rimanendo membro ufficiale della famiglia reale in quanto madre di due membri della linea di successione al trono, fatto verificatosi per la prima volta nella storia della famiglia reale britannica. 
Perse tragicamente la vita in un incidente automobilistico nella galleria del Pont de l'Alma, a Parigi, il 31 agosto 1997.

Stemma di Diana, principessa di Galles (1981-1996): alla destra araldica, quello del principe di Galles, alla sinistra araldica quello dei conti Spencer

È celebre per il suo impegno nel campo sociale e per essere stata un'icona di stile e di fascino.

## Biografia

Il monogramma personale del principe Carlo e della principessa Diana

Diana nacque il 1º luglio 1961 a Sandringham, nel Norfolk, quarta di cinque figli del visconte e della viscontessa Althorp (nata Frances Roche, poi Shand Kydd). Quella degli Spencer è una delle più antiche e importanti famiglie britanniche, strettamente connessa con la famiglia reale da diverse generazioni. Entrambi i genitori speravano in un figlio maschio che portasse avanti il nome della famiglia; per questo alla bambina non venne inizialmente dato un nome, fino a che, una settimana più tardi, si decise per Diana Frances, in onore di un'antenata degli Spencer, Diana Russell, duchessa di Bedford, e della madre. Diana fu battezzata nella chiesa di Santa Maria Maddalena.
Diana aveva due sorelle e due fratelli: Sarah, Jane, John e Charles; John morì dopo sole 10 ore dalla nascita. La morte del bambino e il desiderio di un ulteriore erede sconvolsero il matrimonio degli Spencer e Lady Althorp fu mandata in una clinica di Harley Street a Londra per determinare la causa del problema. L'esperienza è descritta come "umiliante" da Charles Spencer, l'attuale conte: "È stato un momento terribile per i miei genitori e, probabilmente, la radice del loro divorzio poiché non credo che se ne siano fatti una ragione".
Diana crebbe a Park House, nei pressi della residenza reale di Sandringham, della quale la sua famiglia era abituale affittuaria. La bambina aveva solo sette anni quando i suoi genitori si separarono. Sua madre aveva una relazione con Peter Shand Kydd e decise di lasciare il marito per seguire l'amante. Nel suo libro, il giornalista Andrew Morton descrive il ricordo di Diana di quel momento: suo padre, Lord Althorp, che caricava diverse valigie in macchina, e lo scricchiolio della ghiaia del piazzale mentre Frances, a bordo dell'auto, oltrepassava i cancelli di Park House. Durante la separazione dei genitori, Diana visse con la madre a Londra, ma qualche mese dopo, durante le vacanze di Natale, Lord Althorp impedì alla ex-moglie di tornare in città con la figlia. L'uomo vinse infine la custodia di Diana con il supporto della suocera, Ruth Roche, baronessa Fermoy.
Nel 1973 Lord Althorp cominciò una relazione con Raine, contessa di Dartmouth, l'unica figlia femmina di Alexander McCorquodale e Barbara Cartland. Il 9 giugno 1975, in seguito alla morte del nonno, Albert Spencer, Diana ricevette il titolo di Lady e suo padre ereditò quello di conte Spencer. Lord Spencer e Lady Dartmouth si sposarono quindi a Caxton Hall, a Londra, il 14 luglio 1976. Ora contessa Spencer, Raine era però mal sopportata dai figli del marito, che non le risparmiavano gli scherzi che per anni avevano inflitto alle governanti.
Diana fu prima educata a Riddlesworth Hall, nei pressi di Diss, nel Norfolk, e in seguito alla New School di West Heath, a Sevenoaks, nel Kent. Durante l'infanzia era particolarmente nota per la sua timidezza, ma questo non le impedì di appassionarsi alla musica e alla danza, oltre che allo sport, soprattutto il nuoto. Aveva anche un grande amore per i bambini. Infatti, dopo aver frequentato l'Institut Alpin Videmanette, una scuola di perfezionamento situata in Svizzera, la giovane si trasferì a Londra e incominciò a lavorare come bambinaia, accettando infine il posto di assistente presso l'asilo nido Young England.

### Istruzione
Nel 1968, dopo aver frequentato la scuola pubblica, Diana venne iscritta al collegio Riddlesworth Hall. Non era tuttavia particolarmente brillante nello studio e così si trasferì alla West Heath Girls' School (in seguito ribattezzata The New School at West Heath) a Sevenoaks, nel Kent, dove rimase però una studentessa mediocre, che tentò e fallì per ben due volte i suoi esami di maturità. Dimostrò invece un talento particolare per la musica, soprattutto per il pianoforte, e il suo spirito altruista venne riconosciuto e premiato dalla scuola.
Nel 1977 lasciò l'istituto e frequentò per tre mesi l'Institut Alpin Videmanette, una scuola di buone maniere a Rougemont, in Svizzera, dove alle studentesse venivano impartite lezioni di etichetta e venivano fatte svolgere attività sociali quali gastronomia e galateo. Diana era inoltre un'ottima nuotatrice (la sua specialità erano i tuffi) e sognava di diventare una ballerina per il Royal Ballet. Studiò infatti danza classica, ma divenne troppo alta per poter realizzare il suo sogno.
Diana fece ritorno a Londra nel 1978, andando a vivere nell'appartamento della madre, la quale trascorreva la maggior parte dell'anno in Scozia. In seguito, per il suo diciottesimo compleanno, le venne regalato dai genitori un appartamento a Coleherne Court, nell'elegante quartiere londinese di Earls Court. Visse lì fino al 1981 con tre coinquiline sue amiche: Carolyn Pride, Ann Bolton e Virginia Pitman. Su suggerimento della madre, si iscrisse a un corso avanzato di cucina, pur non diventando una cuoca provetta, e poi lavorò come insegnante di danza all'accademia di Madame Vacani come assistente per i bambini alle prime armi. Tuttavia, in seguito a un incidente di sci che le immobilizzò una caviglia per diversi mesi, fu costretta a lasciare il lavoro. Diana continuò a fare la governante per la sorella Sarah e l'hostess a feste ed eventi finché non trovò un impiego part-time come assistente all'asilo Young England, nell’esclusivo quartiere di Pimlico a Londra, prima solo al pomeriggio e poi, quando la direttrice vide la sua naturale propensione verso i bambini, anche al mattino. Diana intervallava il lavoro all'asilo facendo per tre giorni la settimana la baby-sitter per una famiglia americana che viveva a Londra, occupandosi del piccolo Patrick e la madre del bambino, Mary Robertson, venne immediatamente conquistata da Diana e dalla sua informalità.

### Fidanzamento con il principe Carlo
Nel 1977, all'età di 16 anni, durante una battuta di caccia, Diana conobbe il principe del Galles Carlo, che allora frequentava sua sorella maggiore Sarah. L'erede al trono aveva 29 anni e già da tempo si trovava sotto pressione perché trovasse una giovane di buona famiglia e si sposasse. Nel febbraio del 1978, in seguito ad alcune indiscrezioni rilasciate da Sarah ai due giornalisti James Whittaker e Nigel Nelson, i due si lasciarono, ma Carlo la invitò ugualmente, nel novembre dello stesso anno, per la festa dei suoi trent'anni a Buckingham Palace, e con lei le due sorelle. Nel gennaio del 1979, Diana e Sarah vennero invitate personalmente dalla regina Elisabetta a una settimana di caccia a Sandringham.
Diana incontrò nuovamente il principe nell'estate del 1980, a una festa organizzata nella tenuta di campagna dall'amico Philip de Pass. Diana era tra il pubblico alla partita di polo di Carlo e, durante il barbecue che seguì, cercò di consolarlo per la recente perdita dello zio, Lord Mountbatten, ucciso nell'agosto del 1979 in un attentato dell'IRA. La sincera compassione di Diana colpì molto il principe che, qualche settimana più tardi, la invitò alla Royal Albert Hall per assistere al Requiem di Verdi. La nonna di Diana, Lady Fermoy, la accompagnò come chaperon.
Altri inviti seguirono quello a teatro: Diana fu ospite a bordo del panfilo reale Britannia, il più antico della marina inglese, per le regate della Settimana di Cowes, per poi essere invitata a Balmoral, la residenza scozzese della famiglia reale. La giovane venne accolta positivamente dalla regina, dal Duca di Edimburgo e dalla Regina Madre. Durante il soggiorno, alcuni fotografi nascosti sulle rive del fiume Dee, ansiosi di scoprire la nuova fiamma del principe, fotografarono Carlo mentre pescava accompagnato da una misteriosa ragazza che, scorgendo i loro obbiettivi, si nascose. I giornalisti tuttavia non impiegarono molto tempo a scoprire la sua identità e, al suo ritorno a Londra, Diana si trovò letteralmente perseguitata dalla stampa. Una sua fotografia, scattata durante l'orario di lavoro all'asilo Young England, che mostrava il profilo delle gambe attraverso il tessuto leggero della gonna, fece scalpore, ma contribuì ad accrescere la sua popolarità.

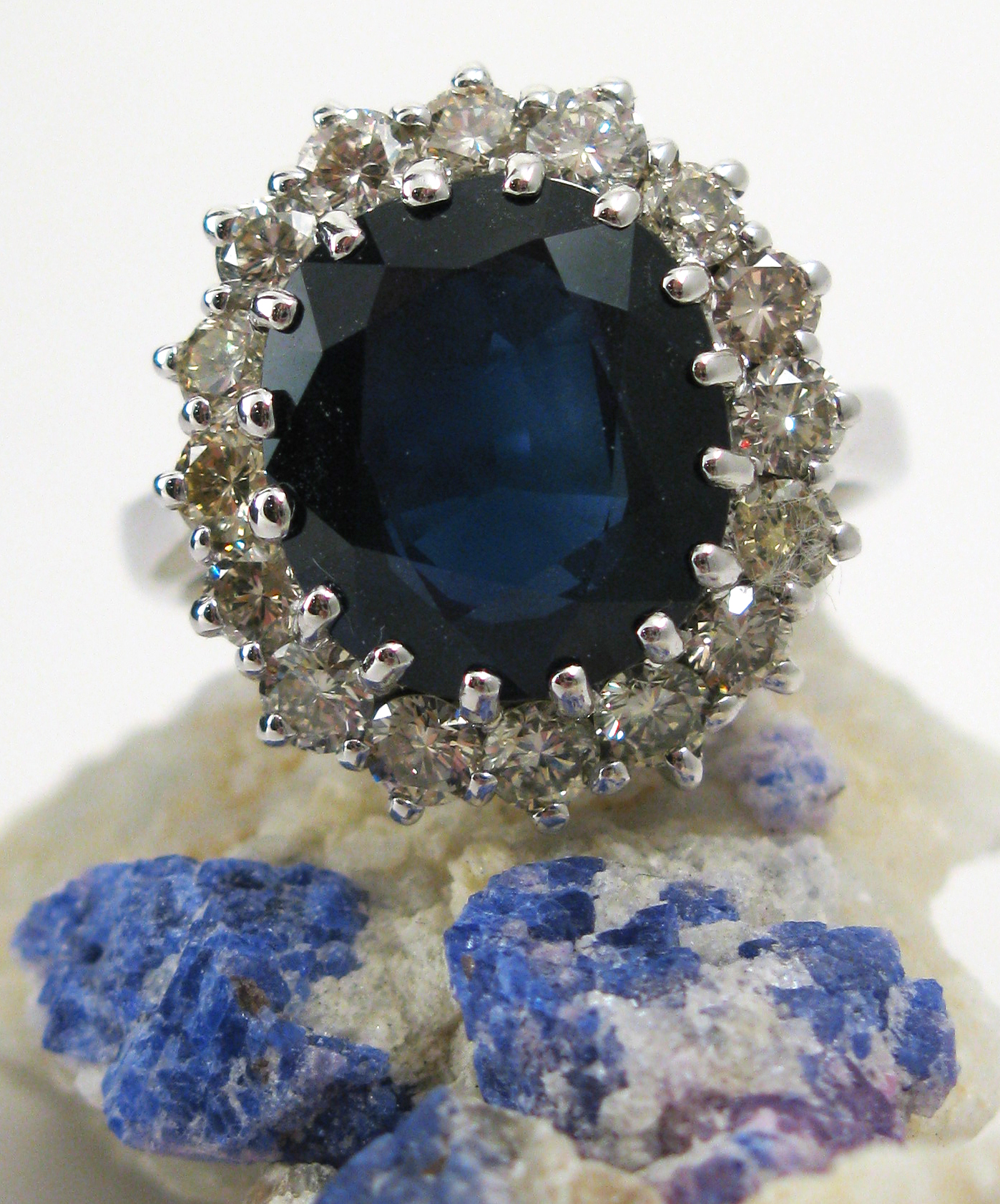
Una replica dell'anello di fidanzamento che Carlo donò a Diana

Gli incontri con Carlo nel frattempo proseguirono e, nelle settimane a seguire, Diana fu ospite della Famiglia Reale nelle diverse residenze sparse in tutta la Gran Bretagna. Con il passare dei mesi, la stampa e il popolo si convinsero sempre più che sarebbe stata lei la futura sposa del principe di Galles. Il 6 febbraio 1981 Carlo invitò Diana al castello di Windsor e le chiese di sposarlo. Lei accettò immediatamente, ma la notizia venne mantenuta segreta per oltre due settimane, fino al 24 febbraio, data in cui Buckingham Palace annunciò ufficialmente il fidanzamento.
Dal catalogo della gioielleria Garrard & Co., Diana scelse un anello in oro bianco con 14 diamanti disposti attorno a un grosso zaffiro di 12 carati, molto simile all'anello di fidanzamento della madre. Dal 2010 il gioiello è al dito della principessa del Galles Kate Middleton, moglie del primogenito di Diana, il principe William.
Dopo l'annuncio del fidanzamento, Diana volò in Australia insieme alla madre e al patrigno per una vacanza di 10 giorni, ben sapendo che sarebbe stato il suo ultimo periodo di pace. Tornata a Londra, abbandonò definitivamente il suo appartamento di Coleherne Court per trasferirsi in una suite all'interno di Buckingham Palace, dove studiò il protocollo reale — come parlare in pubblico, salutare e trattare con la servitù. Fu anche ospite a Clarence House, residenza della Regina Madre, che le insegnò il corretto comportamento richiesto a un membro della Famiglia Reale.
Nonostante i rudimenti di protocollo che le vennero impartiti, Diana diede prova del suo anticonformismo, seppur involontariamente, già il 9 marzo 1981, quando presenziò con Carlo a un ricevimento alla Goldsmiths Hall di Londra indossando un provocante abito di taffetà nero. Di due taglie più piccolo e scelto come ripiego, il vestito, oltre che per il colore funesto, scandalizzò per il taglio, più maturo rispetto alle precedenti mise della ragazza, ma soprattutto per la profonda e vertiginosa scollatura. La principessa Grace di Monaco, ospite d'onore all'evento e alla cena che seguì a Buckingham Palace, prese da parte Diana e la accompagnò alla toilette, dove la confortò per quel primo, banale errore. Le diede anche alcuni consigli su come affrontare e sopportare l'enorme pressione mediatica, dicendole che “sarebbe andata sempre peggio”.

### Sposalizio
Il matrimonio si svolse mercoledì 29 luglio 1981 nella cattedrale di San Paolo a Londra, scelta perché offriva più posti a sedere rispetto all'abbazia di Westminster, tradizionalmente usata per i matrimoni reali. Alla cerimonia parteciparono infatti oltre 2 000 invitati, tra cui esponenti delle famiglie reali straniere e numerosi politici e diplomatici: l'Italia, in mancanza del Presidente della Repubblica Sandro Pertini, venne rappresentata dal presidente del Senato Amintore Fanfani, accompagnato dalla moglie Maria Pia Tavazzani. Le nozze da favola furono trasmesse in mondovisione e seguite da oltre 750 milioni di persone, mentre furono 600 000 quelle che inondarono le strade di Londra per vedere la sposa durante il tragitto che l'avrebbe portata alla cattedrale. Lady Diana indossava un abito in taffetà di pura seta color avorio, adornato da pizzi antichi e con uno strascico lungo ben 7,62 metri (25 piedi). All'altare, la neo-principessa invertì per errore i primi due nomi di Carlo, pronunciando "Philip Charles" invece che "Charles Philip", e non espresse voto di obbedienza al marito, una scelta voluta da entrambi.
Il principe e la nuova principessa di Galles trascorsero parte della loro luna di miele nella villa di proprietà della famiglia Mountbatten, situata nell'Hampshire, prima di volare a Gibilterra e imbarcarsi sul panfilo reale Britannia per una crociera attraverso il Mediterraneo. Visitarono l'Egitto, la Tunisia, la Sardegna e la Grecia e terminarono il viaggio di nozze con un soggiorno nella tenuta di Balmoral, insieme con il resto della Famiglia Reale, prima di trasferirsi definitivamente nel loro appartamento di Kensington Palace e nella proprietà di Carlo vicino a Tetbury, Highgrove.

### Figli

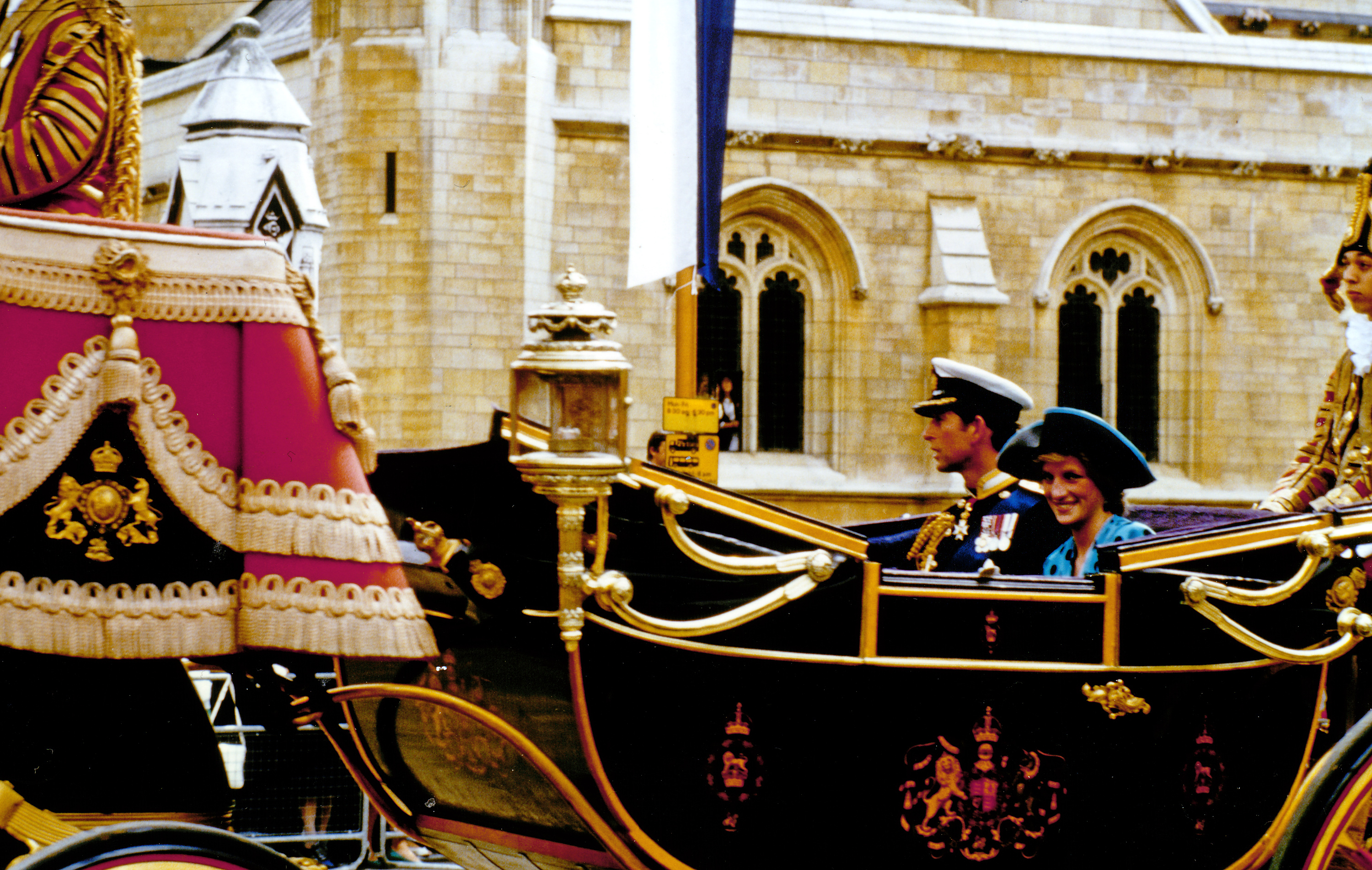
La principessa Diana insieme con il marito Carlo durante il matrimonio del principe Andrea con Sarah Ferguson nel 1986

Il 5 novembre 1981, poco più di tre mesi dopo il matrimonio, venne ufficialmente annunciato che la ventenne principessa di Galles era in attesa del primo figlio. Nel gennaio 1982, a Sandringham, dove la Famiglia Reale trascorreva abitualmente il Natale, Diana cadde dallo scalone principale, costringendo il ginecologo reale, Sir George Pinker, ad accorrere da Londra per prestare soccorso a Diana, che era incinta di 12 settimane. Nonostante diverse contusioni, il feto non aveva riportato danni. La caduta, che inizialmente venne considerata accidentale, in realtà fu il suo primo disperato tentativo di attirare l'attenzione del marito, che ancora una volta l'aveva lasciata sola per recarsi a caccia.
Il 21 giugno 1982, in un'ala riservata del St Mary's Hospital, nel quartiere di Paddington, a Londra, Diana diede alla luce William Arthur Philip Louis, con l'assistenza del dottor Pinker. Il bambino, battezzato nella sala da musica di Buckingham Palace il 4 agosto, fu il primo principe britannico a nascere in un ospedale pubblico anziché a palazzo, com'era tradizione e come anche la Famiglia Reale pretendeva, ma Diana fu irremovibile al riguardo. Nel marzo 1983, nonostante il Palazzo l'avesse nuovamente sconsigliata, la principessa decise di portare con sé il piccolo William, di appena 9 mesi, durante il tour ufficiale in Australia e Nuova Zelanda; fu una decisione suggeritale, come lei stessa ammise, dal primo ministro australiano Malcolm Fraser, che riscontrò l'approvazione del pubblico.
Un secondo figlio, Henry "Harry" Charles Albert David, nacque due anni dopo William, il 15 settembre 1984. La principessa rivelò che durante la seconda gravidanza lei e Carlo erano molto uniti. Quando l'ecografia le rivelò che anche il suo secondogenito sarebbe stato maschio, Diana non ne parlò con nessuno, nemmeno con il marito, che sperava invece in una bambina.
Uno dei pochi punti relativi alla vita della principessa del Galles su cui tutti concordano, anche i critici più accaniti, è il fatto che essa fu una madre esemplare, intraprendente, devota e affettuosa. Era solita prendere le decisioni relative ai propri figli in completa autonomia, chiedendo raramente l'approvazione del marito o della Famiglia Reale, ed era spesso inflessibile ed intransigente. Scelse personalmente i loro nomi di battesimo, licenziò la governante reale e ne assunse una di sua scelta e si occupò di selezionare le scuole che avrebbero frequentato e il loro abbigliamento, nonché le uscite ufficiali. Diana accompagnava i due bambini a scuola, come una qualsiasi madre, ogni volta che i suoi impegni le permettevano di farlo, e spesso organizzava il suo programma di visite e apparizioni pubbliche in base alle esigenze dei bambini.

### Doveri reali
Dopo il matrimonio con il principe Carlo, Diana venne ben presto assorbita dalla moltitudine di doveri ufficiali che, come principessa, era costretta a soddisfare per conto della Famiglia Reale. Il suo primo viaggio con Carlo fu una visita in Galles di tre giorni nell'ottobre 1981, dove tenne il suo primo discorso in pubblico, in parte pronunciato in gallese. Nel 1982 Diana accompagnò il marito nei Paesi Bassi e l'anno successivo in Australia e Nuova Zelanda, insieme con il piccolo William, dove incontrarono le popolazioni native dell'isola, i Maori, che resero omaggio alla coppia con una tradizionale gita in barca e doni che rappresentavano la loro civiltà. Dal giugno al luglio 1983 il principe e la principessa presero parte a una visita ufficiale in Canada per l'apertura dei World Universities Games e per celebrare il 400º anniversario della conquista di Terranova da parte di Humphrey Gilbert.

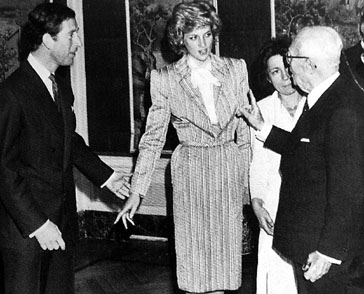
La principessa Diana con il marito Carlo e il Presidente della Repubblica Italiana Sandro Pertini nel 1985

Nell'aprile 1985 i principi di Galles visitarono l'Italia con i due figli, il principe William e il principe Harry, e incontrarono l'allora Presidente Sandro Pertini. Il viaggio di due settimane era stato programmato per l'autunno 1984, ma venne rinviato a causa della seconda gravidanza di Diana. Il tour incominciò il 19 aprile in Sardegna, proseguendo a La Spezia, per visitare l'arsenale militare, e a Milano, dove la coppia assistette alla Turandot di Puccini al Teatro alla Scala e si recò nella chiesa anglicana locale. Il 23 aprile Carlo e Diana partirono per San Miniato e poi per Firenze, dove visitarono la cattedrale di Santa Maria del Fiore, la chiesa di Santa Croce, Palazzo Vecchio e infine gli Uffizi. Dopo una breve sosta a Livorno, il 26 aprile arrivarono a Roma, dove incontrarono il presidente del Consiglio Bettino Craxi e cenarono insieme alla Casina Valadier, per poi separarsi: mentre Carlo incontrò i presidenti del Senato e della Camera Francesco Cossiga e Nilde Iotti, Diana visitò alcuni reparti dell'Ospedale pediatrico Bambino Gesù, interessandosi alle terapie, al decorso delle malattie e alle storie dei piccoli degenti. Nel pomeriggio si recarono insieme a Palazzo FAO, dove discussero con il direttore generale Edouard Saouma sulla situazione alimentare mondiale. Il 27 aprile visitarono i Fori Imperiali e il Pantheon e la sera presenziarono a una cena esclusiva al Circolo della Caccia. Il giorno successivo visitarono il cimitero monumentale di Anzio, dove assistettero a una celebrazione in memoria dei caduti, e il 29 aprile la coppia si recò nella Santa Sede, dove visitò la basilica di San Pietro in Vaticano ed ebbe un'udienza privata con papa Giovanni Paolo II. Il 30 aprile Carlo e Diana raggiunsero la Sicilia, visitando Catania, Siracusa e Taormina, dove sedettero insieme sulle gradinate del Teatro antico. Il 2 maggio, a Bari, visitarono la cattedrale di San Sabino, accolti dall'arcivescovo Andrea Mariano Magrassi, per poi recarsi a Trani e a Molfetta. Il 4 maggio partirono verso l'ultima tappa del tour, Venezia, dove pranzarono alla Locanda Cipriani di Torcello, ospiti del ministro delle finanze Bruno Visentini. Proseguirono visitando l'isola di Murano e passeggiando in piazza San Marco. La domenica del 5 maggio, dopo la funzione religiosa, si ricongiunsero con i figli a bordo dello yacht reale Britannia e fecero ritorno nel Regno Unito.
Nel novembre 1985 Diana fece il suo primo viaggio inaugurale oltreoceano per raggiungere gli Stati Uniti d'America. Il 9 novembre, durante il tour, lei e il marito incontrarono il Presidente Ronald Reagan e la moglie Nancy alla Casa Bianca. Alla festa organizzata per l'occasione parteciparono anche diversi membri dello spettacolo, tra cui gli attori Tom Selleck, John Travolta e Clint Eastwood e il ballerino Michail Baryšnikov; Diana ballò con John Travolta indossando un sensualissimo abito di velluto blu notte, da allora conosciuto come "Travolta dress", venduto all'asta nel 2011 per oltre 500.000 dollari. Nel 1986 Diana e il principe di Galles si imbarcarono per un viaggio attraverso il Giappone, l'Indonesia, la Spagna e il Canada. 

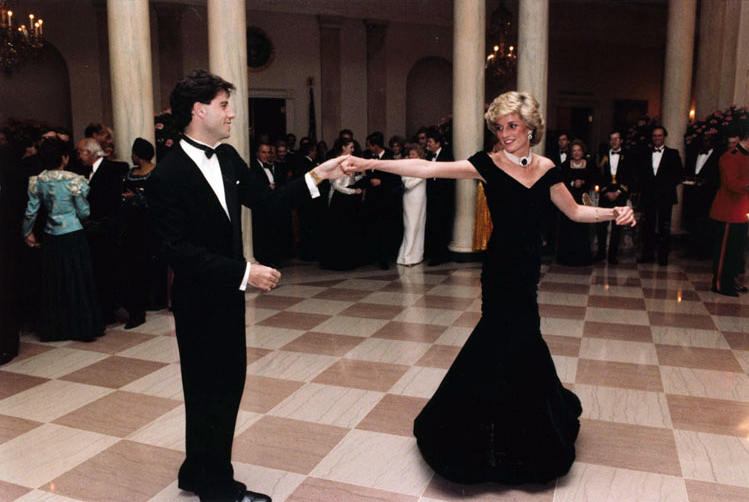
La principessa Diana mentre danza con l'attore John Travolta durante una cena alla Casa Bianca nel 1985

In Giappone, Diana ricevette in dono come segno di rispetto un antico kimono di seta del valore di 40.000 dollari e visitò la Red Cross Infants Home for Disabled Children a Tokyo come parte del suo impegno umanitario. Uno dei luoghi che la coppia visitò fu il palazzo imperiale di Tokyo, dove l'imperatore Hirohito organizzò un banchetto in loro onore. In Spagna, i principi di Galles vennero accolti dagli studenti di arte e musica dell'Università di Salamanca. Carlo e Diana erano amici intimi del re di Spagna Juan Carlos I e della sua famiglia: la coppia era infatti solita trascorrere le vacanze estive a Maiorca. In Canada visitarono l'Expo 1986, dove Diana svenne qualche minuto dopo il suo ingresso, crollando a terra mentre si avvicinava al marito. Trasportata in una stanza privata, la principessa ne uscì mezz'ora dopo, apparentemente ripresa. Un portavoce della Famiglia Reale annunciò che il malore era dovuto al caldo e alla fatica del viaggio. Diana, però, in seguito chiarì che lo svenimento era stato causato dai suoi disturbi alimentari, non avendo mangiato e trattenuto niente per giorni. Riportò anche che il marito, invece di offrirle appoggio, la aveva rimproverata per non aver avuto il buongusto di svenire in privato anziché davanti a tutti.
Nel febbraio 1987 il principe e la principessa di Galles visitarono il Portogallo. Il viaggio venne organizzato per coincidere con l'anniversario della firma del Trattato di Windsor del 1386, che aveva legato in “perpetua amicizia” l'Inghilterra e il Portogallo. La coppia partecipò a un banchetto organizzato in loro onore dal presidente Mário Soares al Palazzo Nazionale di Ajuda. Nello stesso anno Carlo e Diana vennero invitati a visitare la Germania e la Francia per partecipare al Festival di Cannes. Nel 1988 i principi di Galles si recarono nuovamente in Australia per le celebrazioni del bicentenario. L'anno successivo visitarono il Golfo Persico, dove incontrarono i cittadini britannici, fecero visita alle sedi della British Scots School sparse per la regione e si unirono ai membri di altre famiglie reali per cene di stato e picnic nel deserto. Il tour ebbe inizio nel Kuwait, dove Carlo e Diana furono ospiti del locale governo nel Palazzo Salam a Shuwaikh Port. Durante il viaggio la coppia ebbe un'udienza con l'emiro del Kuwait, seguita dal pranzo. Incontrarono anche il primo ministro, che diede una cena in loro onore. Diana ricevette in dono un cofanetto di preziosi gioielli, un servizio da tè in argento e una tunica ricamata in oro. Durante la visita del Kuwait, Diana si recò anche alla Kuwait Handicapped Society, mostrando il suo crescente interesse per i bambini bisognosi. Nell'Arabia Saudita la principessa venne invitata al palazzo di re Fahd, un onore raramente concesso a una donna, mentre in Oman, il sultano Qābūs le regalò una parure di gioielli degna di una regina. Il viaggio terminò negli Emirati Arabi Uniti.

La principessa Diana insieme alla First Lady Nancy Reagan accoglie l'attore Tom Selleck durante una cena alla Casa Bianca nel 1985

Nel marzo 1990 Diana accompagnò il principe di Galles nel tour della Nigeria e del Camerun. Il presidente del Camerun organizzò una cena ufficiale per accoglierli a Yaoundé; durante la visita, la principessa visitò gli ospedali pediatrici e le leghe di supporto alle donne. Nel maggio dello stesso anno Carlo e Diana si recarono in visita ufficiale in Ungheria. All'arrivo in aeroporto, la coppia incontrò il loro ospite, il presidente appena eletto Árpád Göncz, che li invitò a cena per dare loro il benvenuto. Durante il viaggio di quattro giorni la coppia incontrò funzionari governativi e commerciali, oltre che vari artisti, e la principessa visitò con interesse la mostra sulla moda britannica organizzata al Museo d'arte applicata. A novembre i principi di Galles si recarono nuovamente in Giappone per assistere all'incoronazione dell'imperatore Akihito. Nel 1991, accompagnati dai figli, Carlo e Diana si imbarcarono per una visita ufficiale in Canada, dove presentarono una copia del decreto reale della regina Vittoria alla Queen's University, durante i festeggiamenti per il 150º anniversario della sua fondazione. Nello stesso anno visitarono il Brasile. Durante il tour del Brasile Diana visitò l'orfanotrofio e un centro infantile di cure per l'AIDS. Incontrò anche il presidente brasiliano Fernando Collor de Mello e la moglie Rosane Collor a Brasilia. L'ultimo viaggio ufficiale che la coppia fece insieme fu quello in India e Corea del Sud nel 1992.

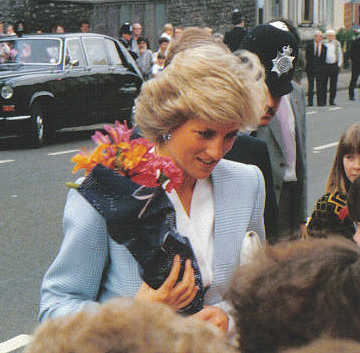
La principessa Diana in visita a Bristol nel maggio 1987

Il primo viaggio ufficiale oltremare della principessa, senza la compagnia del marito, avvenne nel settembre 1982, quando rappresentò la suocera al funerale di Stato della principessa Grace di Monaco, deceduta in seguito a un incidente stradale. Il suo primo tour ufficiale, invece, fu nel febbraio 1984, quando raggiunse la Norvegia per partecipare a una performance del London City Ballet, del quale era madrina. All'aeroporto di Fornebu Diana venne accolta dal re Olav V di Norvegia. Nel settembre 1991 Diana visitò il Pakistan: durante la visita la principessa aiutò le famiglie bisognose di Lahore e incontrò insegnanti e studenti delle scuole islamiche. Nel 1992 fece un breve viaggio in Egitto, dove visitò le scuole e i centri per bambini disabili al Cairo. Venne invitata ad alloggiare nella villa dell'ambasciatore britannico, dove incontrò il presidente Hosni Mubarak. Diana approfittò del viaggio per visitare siti storici, come le piramidi e i templi di Luxor e Karnak, accompagnata dal famoso archeologo egiziano Zaki Hawas.
Nel febbraio 1995, la principessa visitò nuovamente il Giappone e fu ospite dell'imperatrice Michiko. Nel giugno dello stesso anno Diana volò a Venezia per presenziare alla Biennale. Nel novembre 1995 la principessa intraprese un viaggio di quattro giorni in Argentina e incontrò a pranzo il presidente Carlos Menem e sua figlia Zulemita. Diana visitò molti altri paesi, tra cui la Svizzera, il Belgio, il Sudafrica, lo Zimbabwe e il Nepal.
Diana era nota per il suo stile e la sua eleganza ed era molto affascinata dal mondo della moda. Negli anni, attraverso il suo ruolo di principessa di Galles, contribuì ad accrescere la visibilità dei giovani stilisti britannici ai quali si rivolgeva. Nel dicembre 1993 la principessa di Galles annunciò che avrebbe ridotto le sue apparizioni pubbliche al fine di coniugare "il suo significativo ruolo pubblico con una vita più riservata".

### Impegno sociale

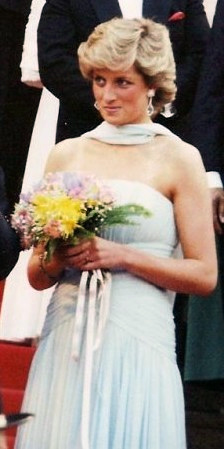
La principessa Diana al Festival di Cannes nel 1987

L'elemento caratteristico più famoso della vita della principessa, tuttavia, è indubbiamente il suo impegno umanitario. Nonostante nel 1983 avesse confidato all'allora primo ministro di Terranova e Labrador Brian Peckford "Trovo davvero difficile affrontare le pressioni dovute al mio ruolo di principessa di Galles, ma sto imparando come gestirle", a partire dalla metà degli anni ottanta Diana divenne madrina di un numero sempre maggiore di enti di beneficenza. Come principessa di Galles, il protocollo reale le richiedeva di fare regolari apparizioni pubbliche in ospedali, scuole e altre strutture, partecipando a innumerabili eventi per raccogliere fondi, eventi che furono ben 191 nel 1988 e 397 nel solo 1991. La principessa sviluppò un forte interesse per alcune cause tradizionalmente ignorate dal resto della Famiglia Reale, tra cui l'AIDS e la lebbra.
Fu un'instancabile operatrice benefica, visitando malati in tutto il mondo e appoggiando campagne per la difesa degli animali, sulla prevenzione dell'AIDS e contro l'uso delle armi. Storica fu una foto di Diana in visita ad un centro di cura dell'AIDS in cui stringeva la mano ad un malato, contribuendo ad eliminare lo stigma sociale secondo cui chi soffriva della malattia poteva trasmetterla semplicemente con il contatto fisico.
Ricoprì il ruolo di madrina e portavoce per numerose associazioni benefiche che lavoravano con i senza tetto, i giovani, i tossicodipendenti e gli anziani, e fu presidente, dal 1989, del Great Ormond Street Hospital for Children di Londra. Dal 1991 al 1996 fu rappresentante di Headway, un'associazione per il supporto alle vittime di danni cerebrali, oltre che madrina del Museo di storia naturale di Londra e presidentessa della Royal Academy of Music. Dal 1984 al 1996 appoggiò l'associazione di carità Barnardo's, fondata dal dott. Thomas Barnardo nel 1986 per garantire aiuto ai giovani e ai minori, e partecipò a oltre 110 dei loro eventi benefici, 16 dei quali in un solo anno e 3 in una sola settimana. L'enfasi e la dedizione verso le associazioni che coinvolgevano i bambini, e sulle quali si era sin da subito concentrata, rimasero uno degli elementi più importanti del suo impegno sociale. Nel 1988 divenne madrina della sezione giovani della Croce Rossa britannica, estendendo il suo coinvolgimento alle stesse organizzazioni in Australia e Canada. La Principessa di Galles era inoltre una sostenitrice della Chester Childbirth Appeal, uno dei primi enti di beneficenza del paese a sostenere i servizi di maternità negli ospedali del servizio sanitario nazionale (NHS). L'ospedale generale venne inaugurato proprio da Diana nel 1984 e prese il nome de La Contessa di Chester, dal suo titolo come moglie del conte di Chester. Diana divenne la madrina principale dell'associazione nel 1992, e da allora contribuì aiutando a raccogliere oltre un milione di sterline.
Tra gli enti benefici ai quali la principessa del Galles offriva appoggio c'erano anche Landmine Survivors Network, Help the Aged, il Trust for Sick Children in Wales, il National Hospital for Neurology and Neurosurgery, la British Lung Foundation, il National AIDS Trust, il museo Eureka!, la National Children's Orchestra of Great Britain, il Royal Brompton Hospital, Relate, il Guinness Trust, il Meningitis Trust, Dove House, il Malcolm Sargent Cancer Fund for Children, la Royal School for the Blind, la Welsh National Opera, la Pre-School Playgroups Association, il Variety Club of New Zealand, Birthright e la British Deaf Association, per la quale Diana imparò l'uso del lingua dei segni britannica.

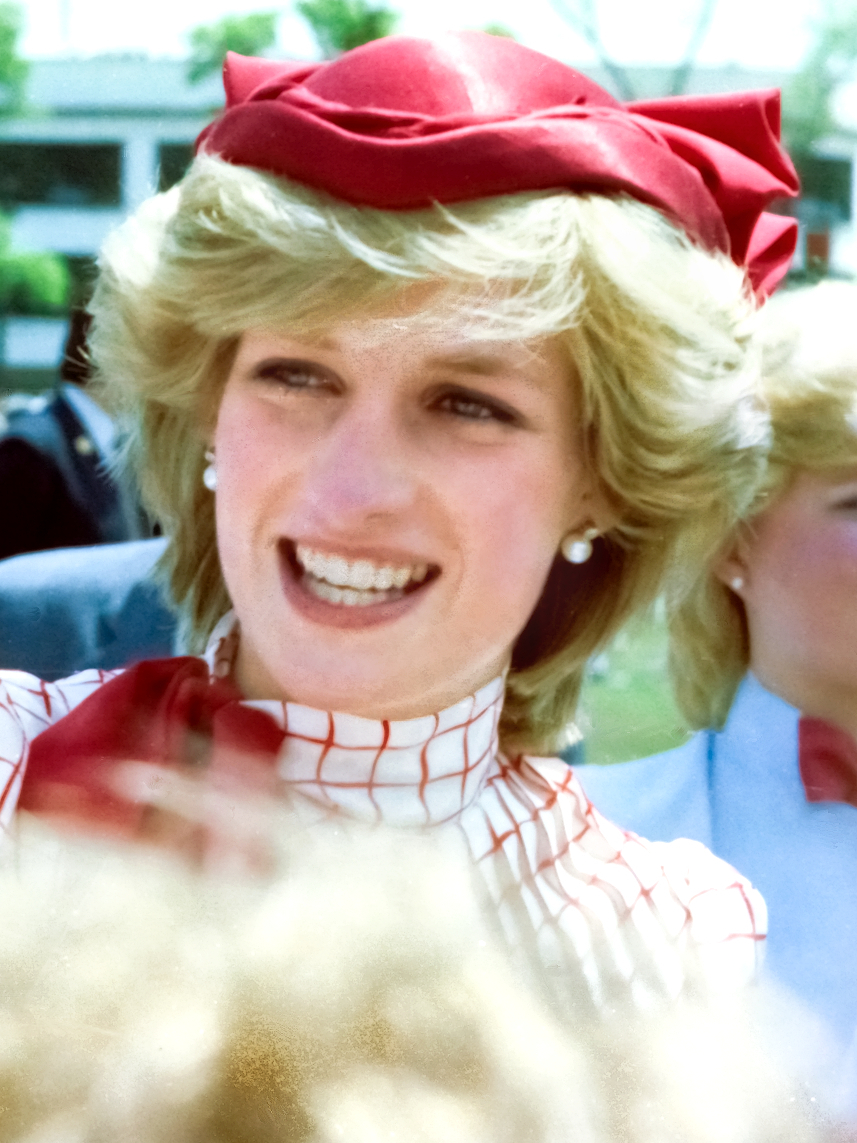
Diana in visita ad Halifax nel 1983

Nel febbraio 1992 la principessa visitò l'ospizio per i malati e i morenti di Madre Teresa a Calcutta, in India, e si intrattenne con ognuno dei 50 pazienti prossimi alla morte. Qualche tempo dopo, prima a Roma e poi a Londra, Diana incontrò nuovamente Madre Teresa e le due instaurarono un forte legame personale: la piccola suora divenne la guida spirituale della principessa.
Nel giugno 1995 la principessa fece una breve visita a Mosca, dove visitò un ospedale per bambini che aveva in precedenza sostenuto attraverso il suo lavoro sociale e al quale fornì nuove attrezzature mediche. Durante la sua permanenza nella capitale russa, Diana ricevette l'International Leonardo Prize, premio assegnato alle persone e ai lavoratori più attivi nel campo delle arti, della medicina e dello sport. Nel dicembre 1995 si unì in un albo d'onore insieme con gli ex presidenti degli Stati Uniti, i governatori di New York e altre figure di spicco, nel ricevere lo United Cerebral Palsy Humanitarian of the Year Award a New York direttamente dalle mani dall'ex segretario di Stato Henry Kissinger, come riconoscimento del suo continuo sostegno a numerose organizzazioni filantropiche. Durante l'evento, la Principessa condivise il palco con il generale Colin Powell, ex Capo dello stato maggiore congiunto e futuro segretario di Stato. Nell'ottobre del 1996 Diana ricevette un premio umanitario per il suo impegno con gli anziani dal Centro Pio Manzù, un organismo in status consultivo generale con le Nazioni Unite che opera dal 1969 come istituto di studi per l'approfondimento dei temi economici e scientifici di interesse cruciale per il futuro dell'umanità. La medaglia d'oro venne assegnata alla principessa durante la conferenza Il nomos della salute, tenutasi presso il Centro Pio Manzù a Rimini, in Italia, e consegnata dal vicepresidente del centro, il professor Giandomenico Picco.
Il giorno dopo aver divorziato da Carlo, Diana annunciò il ritiro da oltre 100 associazioni umanitarie per concentrare il suo supporto sulle restanti sei. Rimase madrina di Centrepoint, dell'English National Ballet, della Leprosy Mission e del National AIDS Trust, oltre che presidente dell'Hospital for Sick Children, del Great Ormond Street Hospital e del Royal Marsden Hospital.
Durante il suo ultimo anno Diana offrì un tangibile sostegno alla Campagna internazionale per il bando delle mine antiuomo, un sostegno che fu decisivo per l'approvazione di una legislazione ad hoc nel Regno Unito. Su invito della leader americana del movimento, Jody Williams, Diana si fece fotografare dalla stampa mentre ispezionava un campo minato in Angola: le sue immagini, con elmetto e giubbotto protettivo, fecero il giro del mondo. La campagna vinse il premio Nobel per la pace nel 1997, pochi mesi dopo la sua morte. La sua collaborazione terminò nel 1996 con la presenza in Bosnia-Erzegovina, ma il suo appoggio alla Croce Rossa rimane ancora una delle cause più importanti del suo ultimo anno di vita.
Nel maggio 1997 la principessa inaugurò il Richard Attenborough Centre for Disability and the Arts a Leicester, voluto dal suo amico Richard Attenborough. A giugno Diana partecipò, prima a Londra e poi a New York, alle anteprime dell'asta di Christie's che metteva in vendita numerosi degli abiti e dei completi indossati dal giorno del fidanzamento e il cui ricavato andò completamente in beneficenza.

### Separazione

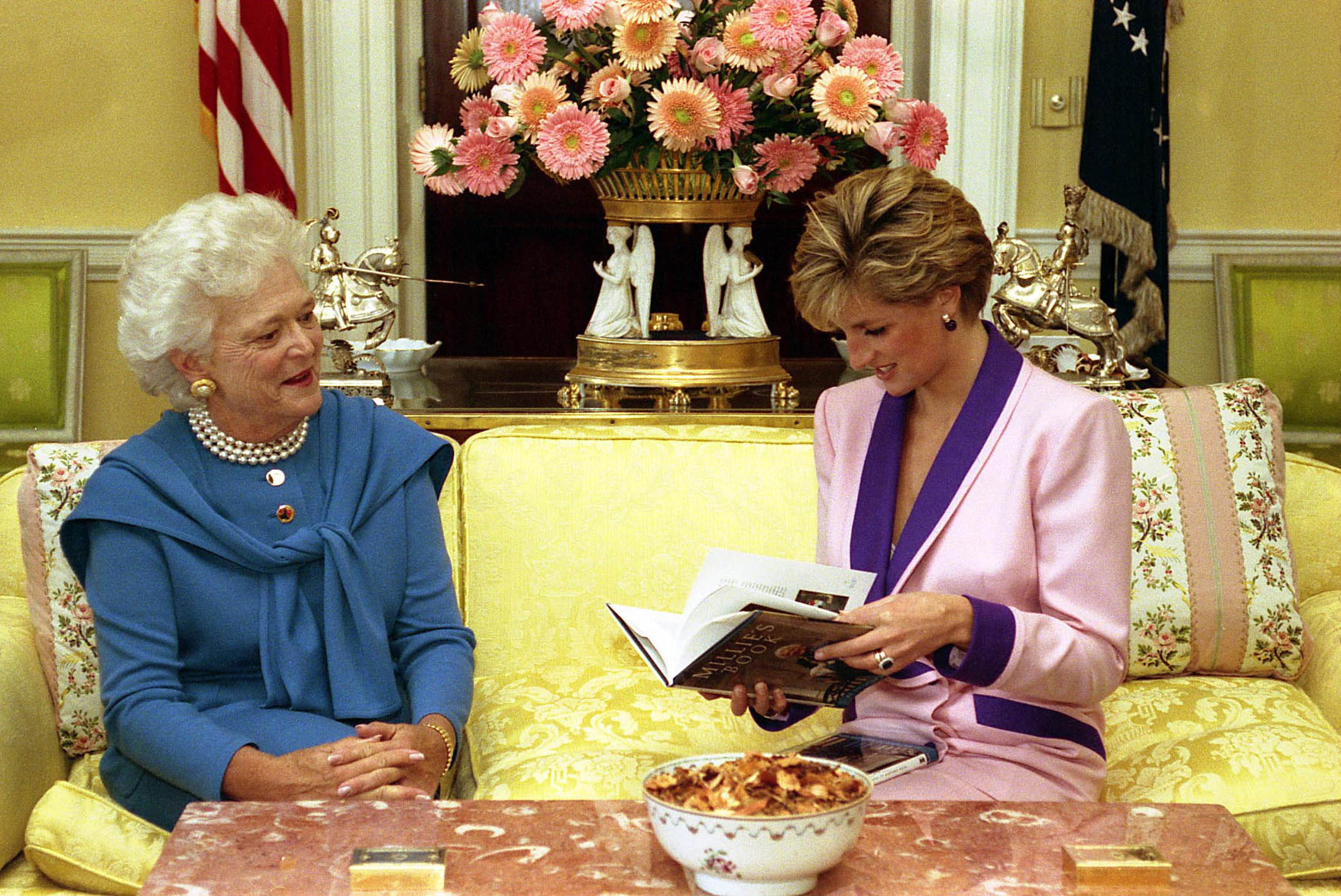
Diana con la first lady Barbara Bush nel 1990

Durante gli anni novanta il matrimonio di Diana e Carlo si ruppe inevitabilmente; l'evento venne prima smentito e poi ammesso e ampiamente trattato dai mass media. Entrambi i principi di Galles rivelarono, attraverso amici intimi, diverse indiscrezioni alla stampa, accusandosi a vicenda del fallimento del matrimonio. I primi sintomi di una difficile convivenza tra i due risalgono al 1985, quando la principessa di Galles intraprese una relazione con il suo istruttore di equitazione, il maggiore James Hewitt, e il principe tornò dalla sua vecchia e devota fiamma Camilla Parker-Bowles. L'adulterio di Carlo rimase sconosciuto al pubblico fino al maggio 1992, quando fu pubblicato Diana - La sua vera storia, di Andrew Morton. Il libro, che rivelava senza remore l'infelicità di Diana e i suoi disperati tentativi di suicidio a causa dell'indifferenza del marito, causò una vera tempesta mediatica. La sua pubblicazione fu seguita, durante il 1992 e il 1993, da registrazioni illegali delle conversazioni telefoniche tra i principi di Galles e i rispettivi amanti. Nell'agosto 1992, con il titolo Squidgygate, il Sun pubblicò le trascrizioni complete del colloquio intimo tra la principessa e James Gilbey, suo vecchio amico. Nel novembre dello stesso anno, seguirono sui giornali Today e Mirror stralci del Camillagate, lo scandaloso scambio di battute ad alto contenuto erotico tra il principe Carlo e Camilla. Sempre nel 1992 il produttore statunitense Martin Poll acquistò i diritti del libro di Andrew Morton e girò La vera storia di Lady D, con Serena Scott Thomas nel ruolo di Diana e David Threlfall in quello del principe Carlo. Trasmessa in tutto il mondo, la miniserie in due puntate registrò altissimi indici di ascolto, avvicinando ancora di più il pubblico a Diana.
Nel frattempo incominciarono a circolare pettegolezzi sulla sua presunta relazione con James Hewitt, fino ad allora segreta, che culminarono nel 1994 con la pubblicazione del libro Princess in Love, di Anna Pasternak, a cui seguì nel 1996 il film di David Greene La principessa triste. Julie Cox venne scelta per interpretare la principessa di Galles, mentre Christopher Villiers era l'affascinante James Hewitt.
Il 9 dicembre 1992 il primo ministro britannico John Major annunciò alla Camera dei comuni che il principe e la principessa di Galles avevano deciso di comune accordo di separarsi. Un mese dopo, nel gennaio 1993, venne pubblicato su giornali l'intero Camillagate, e il 3 dicembre dello stesso anno Diana annunciò il suo ritiro dalla scena pubblica. Il principe di Galles cercò di riacquistare il consenso del pubblico, schierato in massa dalla parte di Diana, concedendo un'intervista televisiva a Jonathan Dimbleby il 29 giugno 1994. Nell'intervista, Carlo confessò il suo tradimento con Camilla Parker-Bowles, precisando però che la loro relazione era incominciata solamente nel 1986, quando il suo matrimonio con Diana era ormai "inevitabilmente naufragato". La stessa sera dell'intervista, Diana si recò alla Serpentine Gallery per partecipare al party organizzato dalla rivista Vanity Fair: il cortissimo abito di seta nera che indossava, creato dalla stilista Christina Stambolian e in seguito ribattezzato "Vestito della vendetta", le fece guadagnare le prime pagine di tutti i giornali, a discapito del marito. L'abito venne in seguito venduto all'asta nel 1997 per 74.000 dollari.
Nonostante la principessa incolpasse dei suoi problemi coniugali la sola Camilla Parker-Bowles, a causa della sua precedente relazione con Carlo, Diana arrivò a pensare che il marito avesse relazioni anche con altre donne. Nell'ottobre 1993, scrisse a un'amica rivelandole che credeva che Carlo fosse ora innamorato di Tiggy Legge-Bourke, la governante da lui stesso assunta per occuparsi dei figli, e volesse sposarla. La principessa era molto diffidente verso la donna, soprattutto per il rapporto che aveva con i due principini.
Dopo la separazione da Carlo, Diana continuò ad apparire con gli altri membri della Famiglia Reale in diverse occasioni d'importanza nazionale, come le commemorazioni per il 50º anniversario della Giornata della Vittoria sulla Germania e sul Giappone nel 1995. Diana trascorse il suo 36º e ultimo compleanno, il 1º luglio 1997, partecipando alle celebrazioni per il 100º anniversario della Tate Gallery. Il suo ultimo impegno ufficiale in Inghilterra fu il 21 luglio, quando visitò il reparto d'emergenza infantile del Northwick Park Hospital, a Londra.

### Divorzio
Il 20 novembre 1995, a oltre un anno dall'intervista di Carlo, la BBC trasmise, all'interno del programma d'attualità Panorama, l'intervista di Martin Bashir alla principessa di Galles. Durante l'incontro, Diana rivelò la sua relazione con Hewitt dicendo: "Sì, lo adoravo". Riguardo a Camilla ribadì la sua posizione con una frase divenuta storica: "Eravamo in tre in questo matrimonio, un po' troppo affollato". Pensando al suo futuro, la principessa disse: "Mi piacerebbe essere la regina nei cuori delle persone". Riguardo al futuro del principe di Galles come re, ammise invece: "Conoscendo il suo carattere, penso che la massima carica, come la chiamo io, gli porterebbe enormi limitazioni, e non so se saprebbe adattarsi". Nel 2020 venne appurato che l'intervista era stata preceduta da comportamenti ingannevoli di Bashir ai danni di Diana, volti ad accrescere il risentimento della principessa verso la famiglia reale.

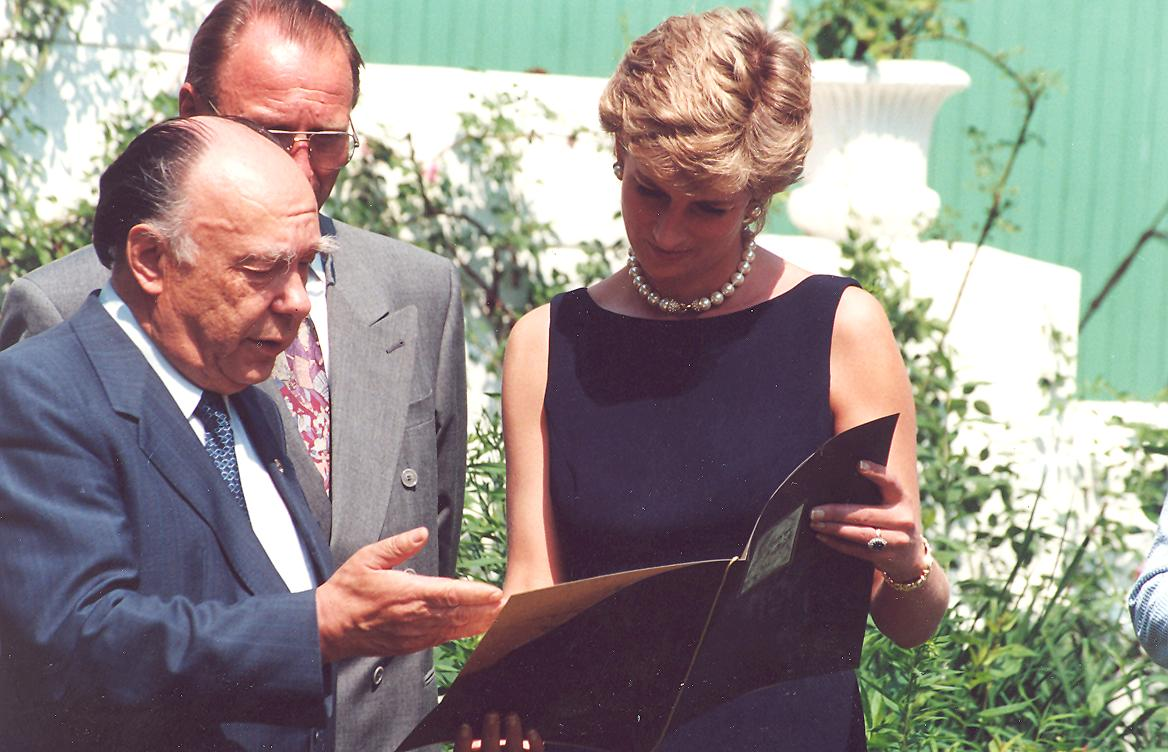
La principessa Diana con Aleksandr Nikolaevič Jakovlev all'International Leonardo Prize nel 1995

Il giorno successivo, il 21 novembre, l'intervista venne trasmessa in Italia in prima serata su Canale 5 all'interno dello speciale Diana - Scacco al Re, presentato da Cristina Parodi e da Paolo Filo Della Torre, allora corrispondente a Londra del quotidiano La Repubblica. La voce di Lady Diana era della doppiatrice Emanuela Rossi, quella di Martin Bashir di Alberto Lori.
Il 20 dicembre 1995, in seguito all'intervista di Diana su Panorama, Buckingham Palace annunciò pubblicamente che la regina aveva spedito al principe e alla principessa di Galles una lettera dove esigeva il divorzio. La decisione della regina venne presa in accordo con il primo ministro e il suo consiglio privato dopo, secondo la BBC, due settimane di discussioni. Il principe Carlo accettò formalmente il divorzio, che voleva con tutte le sue forze, attraverso una dichiarazione scritta diffusa poco dopo. La principessa confermò la definitiva separazione, accettata dopo un incontro con il marito e i rappresentanti della regina, nel febbraio 1996, scatenando un'ondata di irritazione a Buckingham Palace quando emise un proprio annuncio sugli accordi e le condizioni del divorzio. Le motivazioni principali del divorzio furono l'enorme gelosia dell'attuale re nei confronti della sua ex moglie,che non sopportava il successo e la popolarità di Diana.
Il divorzio venne ufficializzato il 28 agosto 1996. Diana ricevette una buonuscita di 17 milioni di sterline, con la clausola standard nei divorzi reali di non parlare con nessuno degli accordi presi. Non essendo più legata al principe di Galles, in accordo con le lettere patenti che regolano i titoli reali dopo il divorzio, Diana perse il titolo di Altezza Reale, conservando invece quello di Principessa di Galles. In quanto madre di due principi appartenenti alla linea di successione al trono, rimase un membro della Famiglia Reale, come ribadito da Buckingham Palace, continuando quindi a godere dei privilegi ottenuti con il matrimonio.

### Vita privata dopo il divorzio
Dopo il divorzio, Diana continuò ad abitare nell'appartamento nel lato nord di Kensington Palace, dove aveva vissuto con il principe di Galles sin dal primo anno di matrimonio, fino alla tragica scomparsa.
Diana frequentò uno stimato cardiochirurgo pakistano, Hasnat Khan, identificato da molti dei suoi amici più cari come "l'amore della sua vita", per quasi due anni, prima che Khan mettesse bruscamente fine al rapporto. Khan era molto riservato e la relazione con Diana venne mantenuta segreta, soprattutto con la stampa. Secondo la testimonianza rilasciata da Khan durante l'inchiesta per la morte di Diana, fu lei stessa a troncare la loro relazione nel giugno 1997, durante un incontro a Hyde Park, che confina con i giardini di Kensington Palace.
Nel giro di un mese, Diana cominciò a frequentare l'imprenditore egiziano Dodi Al-Fayed, figlio di Mohamed Al-Fayed, che la invitò a trascorrere l'estate con lui come sua ospite. Diana aveva progettato di trascorrere le vacanze con i figli a Long Island, New York, ma i funzionari di sicurezza l'avevano sconsigliato. Dopo aver annullato una visita in Thailandia, la principessa accettò quindi l'invito di Al-Fayed e fu ospite, insieme con i figli, nella sua villa nel sud della Francia, protetta dal sistema di sicurezza privato dell'imprenditore egiziano. Mohamed Al-Fayed acquistò per l'occasione uno yacht di 60 metri da diversi milioni di sterline, il Jonikal, su cui far divertire Diana e i suoi figli. Ad Al-Fayed rimase legata fino alla scomparsa.

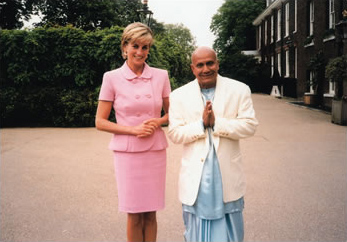
Lady Diana con Sri Chinmoy durante un incontro a Kensington Palace nel maggio 1997

### Mine antiuomo
Nel gennaio 1997 le immagini di Diana mentre percorreva un campo minato dell'Angola con indosso un casco balistico e un giubbotto antiproiettile vennero trasmesse in tutto il mondo. Fu durante questa campagna antimine che alcuni l'accusarono di ingerenza politica, chiamandola una 'mina vagante'. Nel giugno 1997 la principessa tenne un discorso alla conferenza antimine alla Royal Geographical Society di Londra, seguito da una visita a Washington, negli Stati Uniti, il 17 e 18 giugno per promuovere la campagna della Croce Rossa Americana contro l'utilizzo delle mine. Diana approfittò del viaggio per incontrarsi con la sua guida spirituale, Madre Teresa, nel Bronx.
Nell'agosto 1997, pochi giorni prima della sua morte, visitò la Bosnia ed Erzegovina con Jerry Bianco e Ken Rutherford del Landmine Survivors Network. Il suo interesse per le mine era totalmente focalizzato sui danni che, dopo anni dal conflitto, queste ancora creavano, spesso su bambini innocenti. Si presume che con il suo impegno abbia influenzato e permesso, seppur dopo la sua morte, la firma del Trattato di Ottawa, che impone un divieto internazionale all'uso delle mine antiuomo. Nel 1998, alla Camera dei comuni, il ministro degli esteri Robin Cook rese omaggio al lavoro di Diana nell'abolire le mine antiuomo:
(Robin Cook)
Le Nazioni Unite hanno lanciato un appello ai paesi che hanno prodotto e accumulato il maggior numero di mine antiuomo (Stati Uniti, Cina, India, Corea del Nord, Pakistan e Russia) perché firmino il Trattato di Ottawa che vieta la produzione e l'uso di queste armi micidiali, contro le quali Diana ha fatto una campagna. Carol Bellamy, direttore esecutivo del Fondo delle Nazioni Unite per l'Infanzia (UNICEF), ha detto che le mine sono ancora "un'attrazione letale per i bambini, spinti tra le braccia della morte dalla loro curiosità e ricerca di nuovi giochi".

### L'incidente e la morte

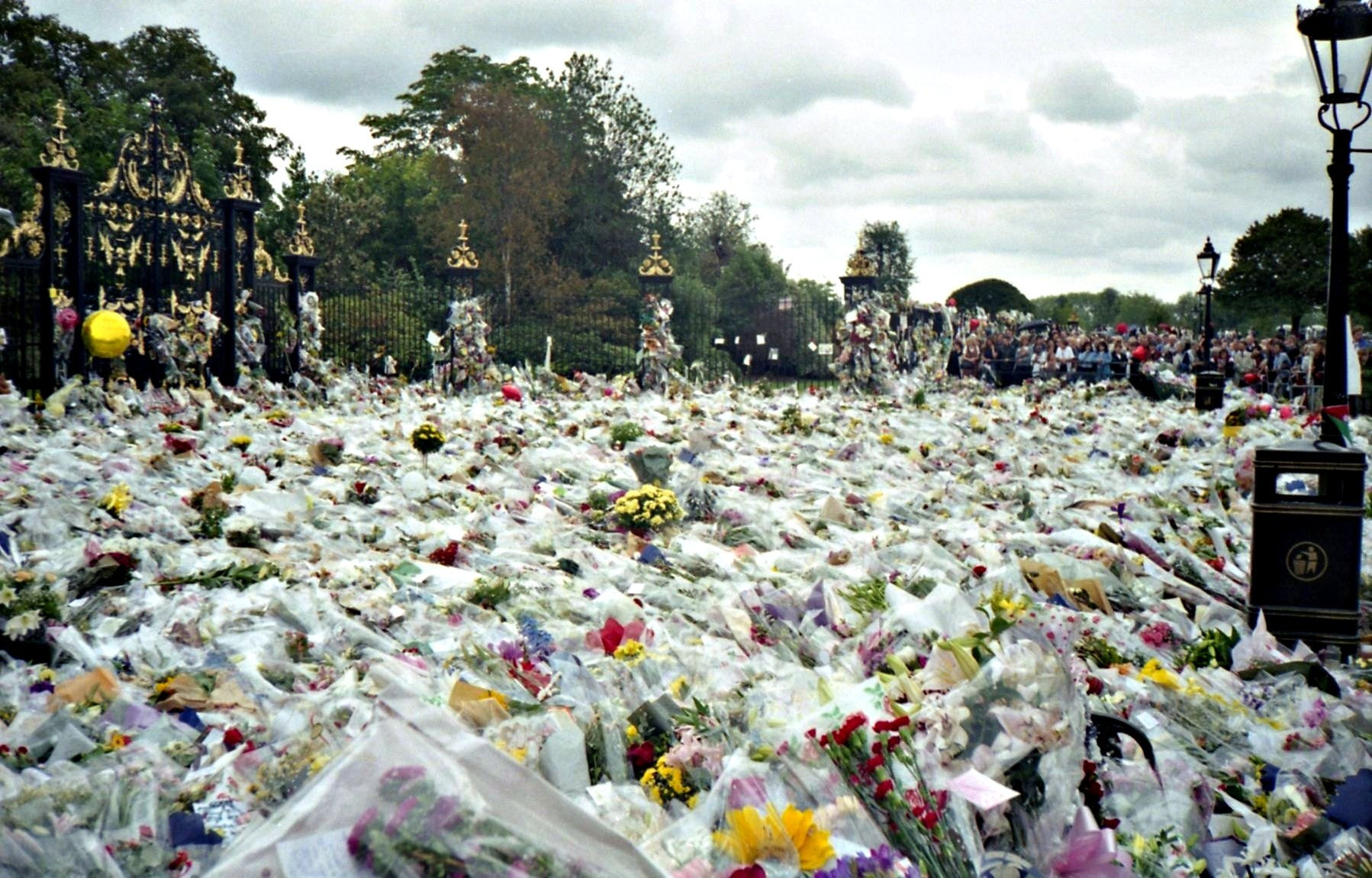
Mare di fiori e omaggi per Diana davanti a Kensington Palace

A fine agosto 1997, Diana e Dodi Al-Fayed avevano trascorso un paio di giorni di vacanza in Sardegna, a bordo dello yacht del padre di lui Mohamed. I due lasciarono l'isola nella tarda mattinata del 30 agosto, decidendo di fare tappa a Parigi prima di ritornare a Londra.
Diana e Dodi passarono la notte all'Hôtel Ritz, di proprietà della famiglia Al-Fayed, dove tuttavia si accorsero di essere stati notati dai paparazzi. Prevedendo un grande afflusso di fotografi all'albergo, decisero di spostarsi in un appartamento in rue Arsène Houssaye, sempre di proprietà del padre di Dodi. Mentre un'auto esca veniva fatta uscire dall'ingresso principale del palazzo per distrarre i paparazzi, i due, usciti da un ingresso secondario, partirono a bordo di una Mercedes-Benz S280 scura seguendo la riva destra della Senna. Accortisi della fuga dei due amanti, alcuni giornalisti si lanciarono all’inseguimento dell’auto. Per tentare di distanziarli, il conducente dell’auto Henri Paul, capo della sicurezza dell'hotel, premette sull'acceleratore. L’inseguimento proseguì per diverse vie di Parigi fino al Pont de l'Alma: entrato dentro il tunnel sottostante, l'autista perse il controllo dell'auto, che andò a schiantarsi all’altezza del tredicesimo pilone.
Nell'impatto, Al-Fayed e l'autista morirono sul colpo. Diana all'arrivo dei soccorsi era ancora viva e fu caricata all'1:18 su un'ambulanza, lasciando il luogo dell'incidente all'1:41 e arrivando all'ospedale Pitié-Salpêtrière alle 2:06. Nonostante i vari tentativi di salvarla, le lesioni interne erano troppo estese e fu dichiarata morta alle ore 4:00. Trevor Rees-Jones, guardia del corpo di Diana, rimase in coma per dieci giorni, senza ricordare quasi nulla al risveglio.
La conferenza stampa per l'annuncio ufficiale della morte venne fatta alle 5:30 da un medico dell'ospedale, dal ministro dell'Interno Jean-Pierre Chevènement e da Michael Jay, ambasciatore del Regno Unito in Francia.
Verso le 14:00, il principe Carlo e le due sorelle di Diana, Lady Sarah McCorquodale e Lady Jane Fellowes, arrivarono a Parigi per l'identificazione e ripartirono con la salma della principessa novanta minuti dopo.
Sull'incidente vennero presto formulate teorie del complotto basate sul presupposto che Diana fosse stata vittima di un assassinio organizzato dai servizi segreti britannici. Sia l'indagine della polizia francese che quella della polizia britannica conclusero però che l'incidente fu causato da una serie di circostanze che comprendono la cattiva condotta dell'autista Henri Paul come causa principale dello schianto.

### Funerale

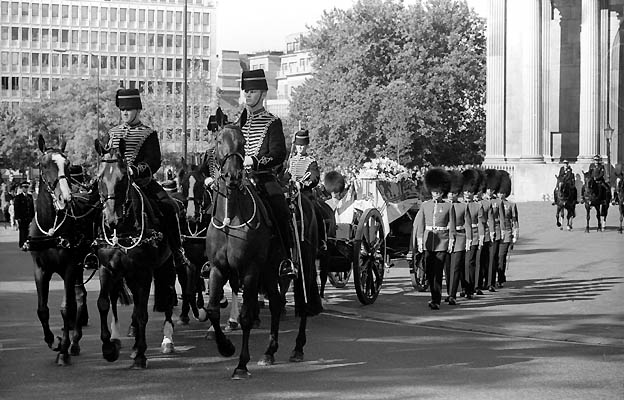
Il funerale di Diana

Inizialmente si decise di effettuare un funerale privato, poiché Diana non aveva più il titolo di Altezza Reale, ma l'improvvisa e inaspettata reazione del popolo britannico, disorientato e affranto per la perdita dell'amata principessa, spinse la casa reale a disporre le pubbliche esequie.
In quei giorni, la regina Elisabetta e il resto della famiglia reale erano in vacanza a Balmoral, in Scozia. Dopo i ripetuti attacchi da parte della stampa e del popolo, che la accusavano di non mostrare rimorso per la morte di Diana, la sovrana acconsentì a issare a mezz'asta la bandiera sul palazzo reale e a tornare immediatamente a Londra. Il 5 settembre Elisabetta apparve in una diretta televisiva in cui rese omaggio alla nuora scomparsa, definendola "un essere umano straordinario", che "nei momenti felici come in quelli di sconforto, non aveva mai perso la capacità di sorridere, o di ispirare gli altri con il suo calore e la sua bontà".

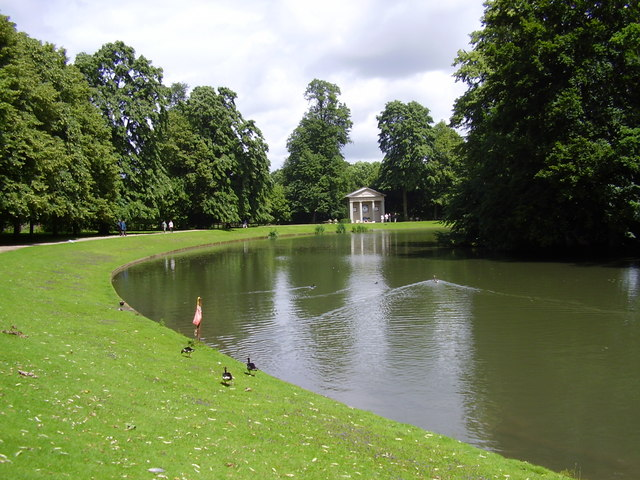
Il laghetto di Althorp con la tomba di Diana sullo sfondo

Il giorno successivo, 6 settembre, giorno del funerale, per le strade di Londra si riversarono circa 3 milioni di persone. Il feretro di Diana fu posto su un affusto di cannone e da Kensington Palace, dove aveva trascorso la notte, attraversò Hyde Park fino a St. James's, dove il principe Carlo, insieme con i figli William e Harry, Filippo di Edimburgo, il fratello di Diana conte Charles Spencer e 500 rappresentanti delle organizzazioni patrocinate dalla principessa si unirono al corteo dietro la bara.
Le migliaia di persone presenti al funerale, piangendo e accalcandosi intorno alle transenne, gettarono fiori al passaggio del feretro e lungo tutto il percorso. Davanti a Buckingham Palace, la famiglia reale al completo aspettava, vestita a lutto, il passaggio della bara: di fronte al feretro, Elisabetta piegò il capo in segno di rispetto.
Le esequie proseguirono nell'abbazia di Westminster: durante la cerimonia, Elton John cantò Candle in the Wind 1997, una versione modificata per l'occasione della celebre canzone Candle in the Wind, composta da John nel 1973 e dedicata a Marilyn Monroe. Il fratello di Diana, nel suo discorso, disse che "Diana era l'essenza stessa della compassione, del dovere, dello stile, della bellezza. In tutto il mondo era considerata simbolo di umanità e altruismo, portabandiera dei diritti degli oppressi. Una ragazza tipicamente inglese, che trascendeva la nazionalità; una donna dalla nobiltà innata, che andava oltre le classi sociali, e che ha dimostrato negli ultimi anni di non aver bisogno di un titolo reale per continuare a generare il suo particolare tipo di magia".
Il funerale venne trasmesso in diretta dalle televisioni di tutto il mondo e fu seguito da oltre due miliardi di persone, rendendolo uno degli eventi televisivi più visti della storia.

### Sepoltura
Diana venne tumulata nella proprietà di famiglia, ad Althorp, in Northamptonshire, su un'isola in mezzo a un laghetto chiamata Round Oval. La cerimonia, in forma strettamente privata, ebbe luogo subito dopo il funerale e vi presero parte l'ex-marito Carlo, i figli, la madre e i fratelli di Diana. La principessa venne vestita da un tanatoprattore con un abito nero a maniche lunghe, disegnato da Catherine Walker e acquistato solo alcune settimane prima dell'incidente. Tra le sue mani venne posto un rosario, un dono che Diana aveva ricevuto da Madre Teresa di Calcutta, morta pochi giorni dopo di lei ed una foto dei suoi figli William ed Harry.

### Memoriali

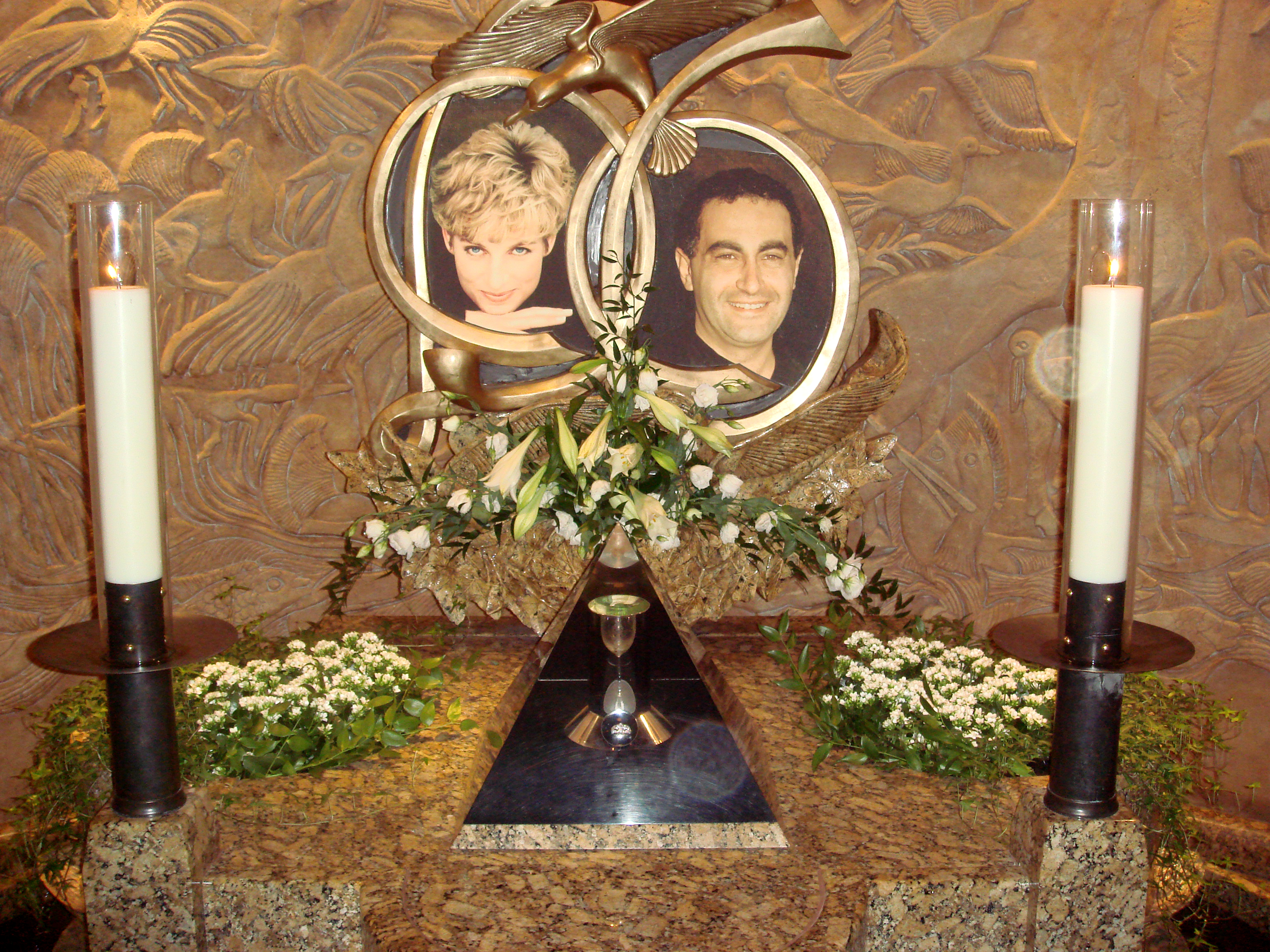
Il primo dei due memoriali di Diana e Dodi Al-Fayed all'interno di Harrods

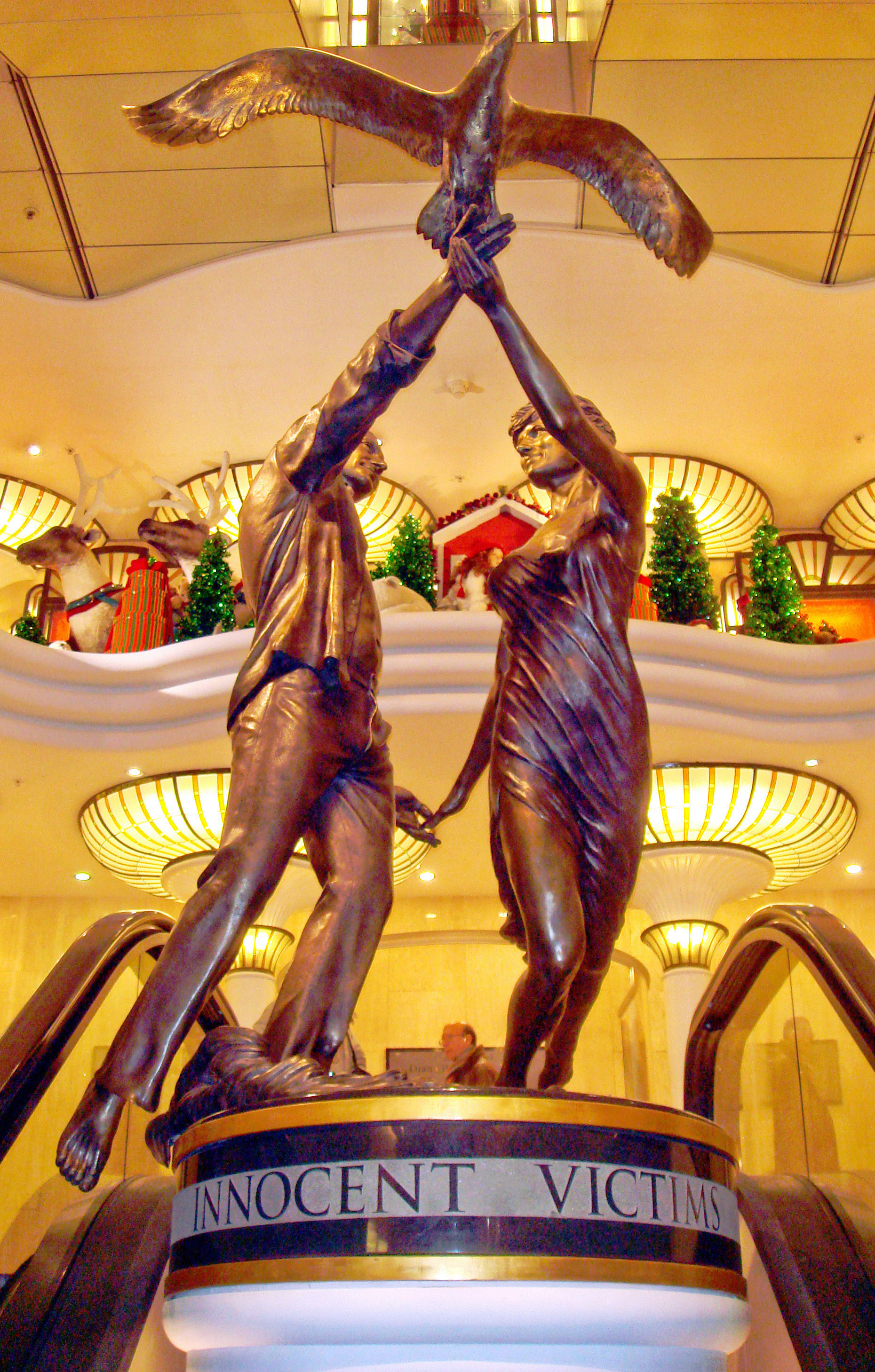
"Vittime Innocenti", il secondo memoriale all'interno di Harrods

Subito dopo la morte di Diana, in tutto il mondo diversi luoghi divennero in brevissimo tempo meta di pellegrinaggio e di tributo, invasi da centinaia di mazzi di fiori. Il più grande, rimasto nell'immaginario del pubblico, fu fuori dai cancelli dorati di Kensington Palace, dimora di Diana, dove le persone continuarono a lasciare fiori e omaggi per lei fino a dopo il funerale. Memoriali permanenti includono:
- Diana, Princess of Wales Memorial Gardens - Regent Centre Gardens, Kirkintilloch;
- Diana, Princess of Wales Memorial Fountain – fontana situata a Hyde Park, Londra, e inaugurata da Elisabetta II nel 2004;
- Diana, Princess of Wales Memorial Playground – Kensington Gardens, Londra;
- Diana, Princess of Wales Memorial Statue - Sunken Gardens, Kensington, Londra;
- Diana, Princess of Wales Memorial Walk - percorso circolare tra Kensington Gardens, Green Park, Hyde Park e St. James's Park, Londra;
- Princess Diana Memorial Austria - nei pressi di Palazzo di Schönbrunn, Vienna;
- "La Fiamma della Libertà", eretta nel 1989 nei pressi di Place de l'Alma a Parigi, sopra l'ingresso al tunnel omonimo in cui ebbe luogo l'incidente mortale, è diventato un memoriale non ufficiale a Diana.[127] La parte di piazza in cui si trova il monumento, in precedenza intitolata alla cantante lirica Maria Callas, è ora ufficialmente chiamata Place Diana;[128]
- Due monumenti commemorativi erano presenti all'interno dei grandi magazzini Harrods, a Londra, all'epoca di proprietà di Mohamed Al-Fayed, padre di Dodi. Il primo memoriale si trovava al piano seminterrato dell'edificio, nell'androne della scala ispirata all'Antico Egitto, ed era composto dai ritratti della coppia dietro a una teca piramidale che custodiva il bicchiere di vino, ancora sporco di rossetto, usato dalla donna durante la loro ultima cena al Ritz Hotel di Parigi, e il presunto anello di fidanzamento che Dodi acquistò per Diana il giorno prima della loro morte.[129] Il secondo memoriale, presentato nel 2005 e intitolato "Vittime Innocenti", era una statua in bronzo raffigurante la coppia che balla su una spiaggia sotto le ali di un albatro.[130] Nel 2018 la Qatar Investment Authority, attuale proprietaria dei grandi magazzini londinesi, ha smantellato i due memoriali e restituito la statua alla famiglia Al-Fayed.[131] Mohamed Al-Fayed ha dichiarato in un'intervista al Daily Mail, che la statua attualmente risiede nel giardino della sua tenuta a Oxted, nel Surrey.[132]

## Ruolo iconico

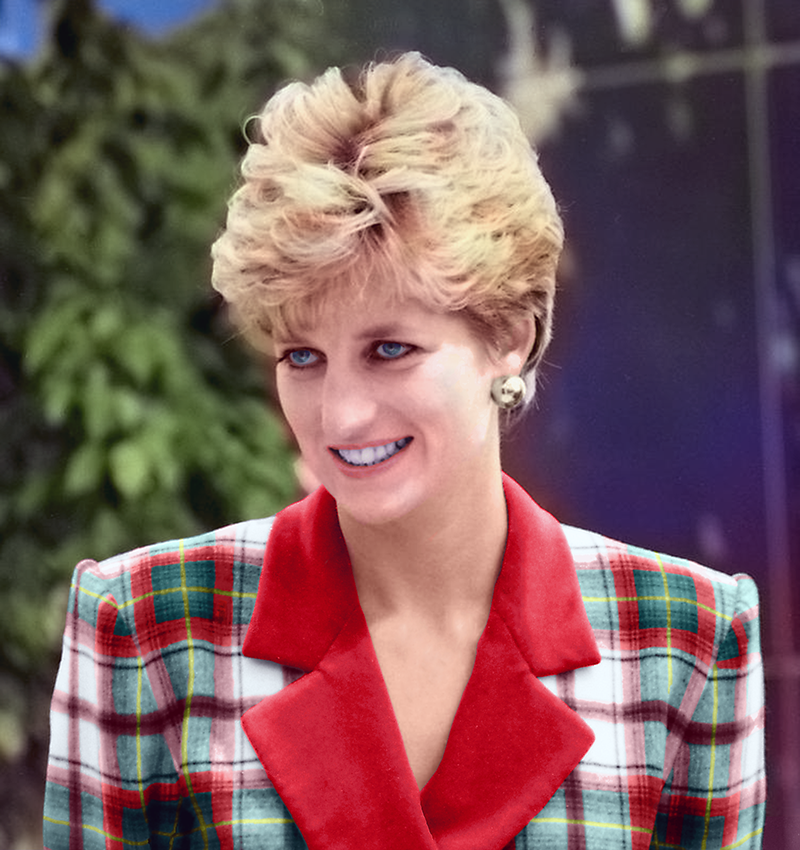
Lady Diana nel 1992

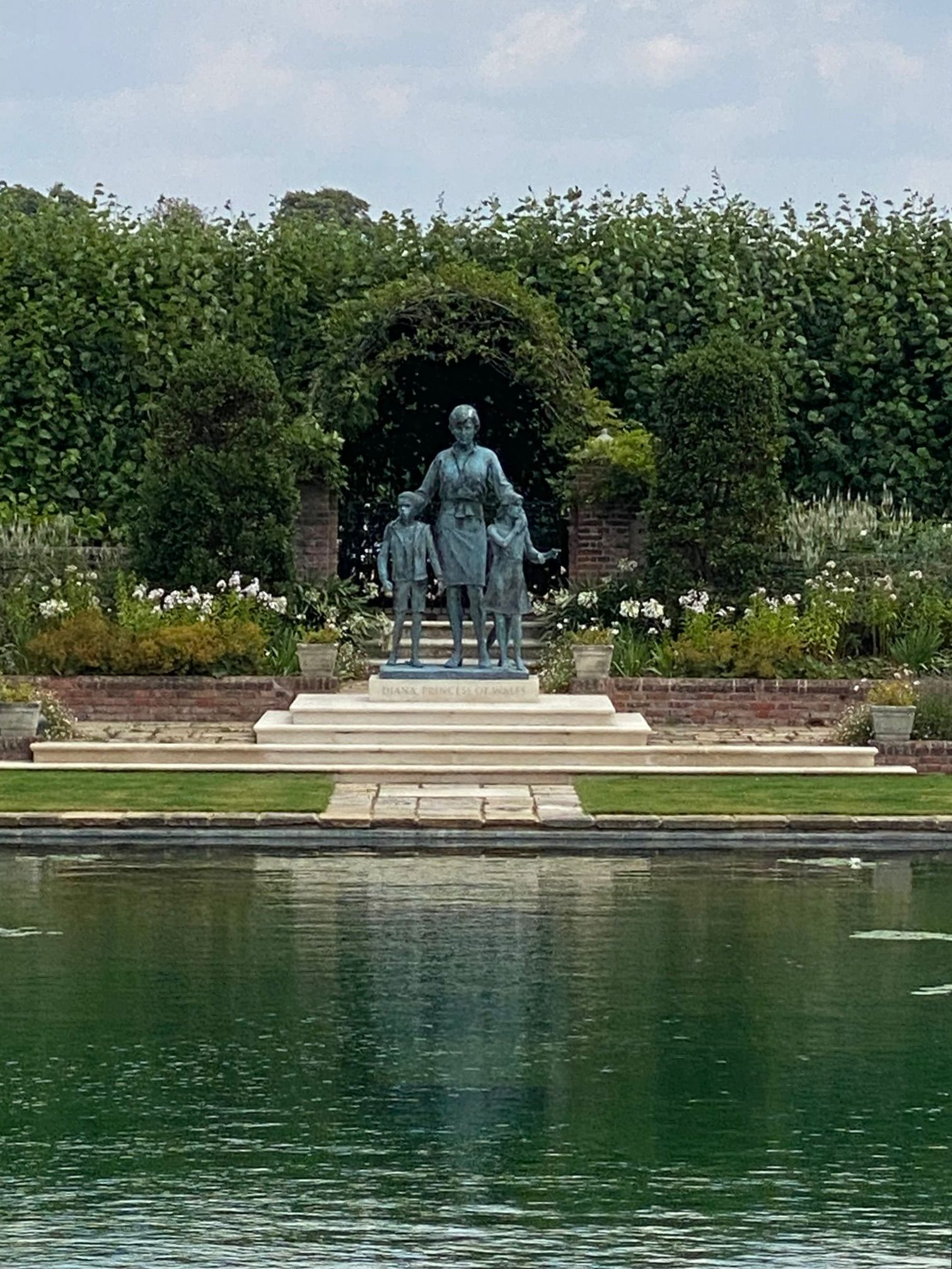
La statua della Principessa Diana nel Sunken Garden a Kensington Palace

Dal suo fidanzamento con il principe di Galles nel 1981 e fino alla sua morte nel 1997, Lady Diana è stata un'importante presenza sulla scena mondiale, venendo spesso descritta come "la donna più fotografata del mondo" (altre fonti sono invece solite dividere tale appellativo tra lei e la principessa di Monaco Grace Kelly). Diana è conosciuta ovunque per la sua compassione, il suo stile, il suo carisma, nonché per le numerose opere di beneficenza a favore dei più sfortunati e per il suo turbolento matrimonio con il principe Carlo.
La biografa reale Sarah Bradford ha commentato: "L'unica cura per la sua sofferenza (di Diana), sarebbe stata l'amore del principe di Galles, un qualcosa che lei desiderava ardentemente ma che invece le è sempre stato negato. L'incomprensione del marito è stata la bocciatura finale: il modo in cui Carlo la denigrava costantemente l'ha ridotta alla disperazione". Diana stessa ha commentato: "Mio marito mi ha fatto sentire inadeguata in ogni modo possibile, e ogni volta che riuscivo a sollevarmi il suo atteggiamento mi spingeva nuovamente verso il baratro".
Diana dichiarò di aver sofferto di depressione, arrivando anche all'autolesionismo. A causa dell'enorme pressione mediatica e della difficile convivenza con un marito poco presente, soffrì di bulimia nervosa sin dai primi mesi del fidanzamento nel 1981.

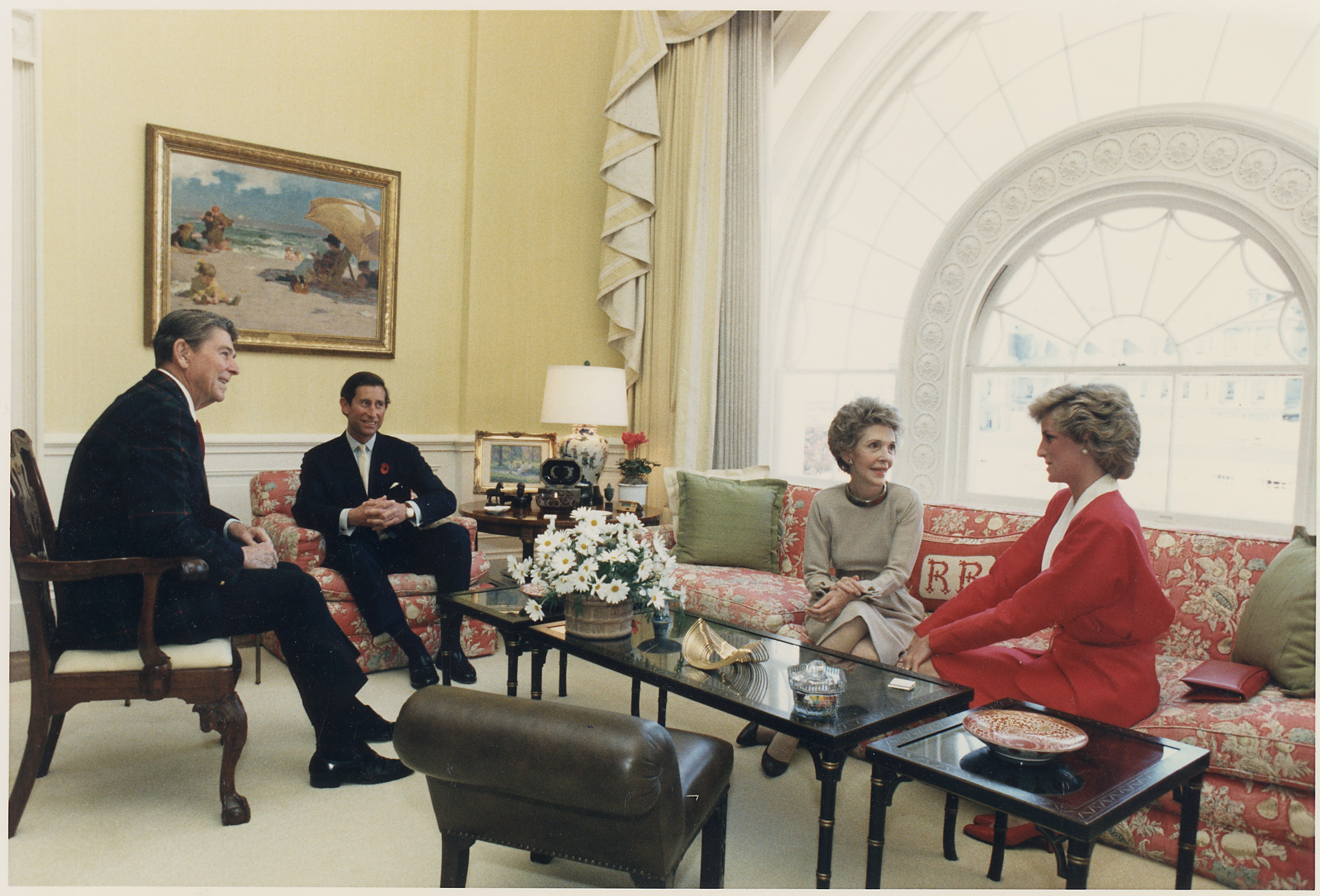
La principessa Diana con il marito Carlo e i coniugi Reagan alla Casa Bianca nel 1985

Nel 1999 il Time ha inserito il nome di Diana tra le 100 persone più importanti del XX secolo. Nel 2002, la principessa di Galles si è invece classificata al 3º posto nel sondaggio della BBC sui 100 britannici più importanti, scalzando la Regina e altri monarchi inglesi.
Nel 2007, con il libro Lady Diana Chronicles, Tina Brown ha scritto una biografia di Diana fortemente critica, descrivendola come "inquieta ed esigente... ossessionata dalla sua immagine pubblica" oltre che "dispettosa, manipolativa e nevrotica." Nella biografia, Tina Brown sostiene anche che Diana sposò Carlo per il suo potere e che incominciò una relazione sentimentale con Dodi Al-Fayed solamente per scatenare la rabbia della famiglia reale, ma senza avere alcuna intenzione di sposarlo.
Nel gennaio 2013 una fotografia inedita di Lady Diana è stata messa all'asta. Lo scatto, che apparteneva al quotidiano Daily Mirror e che riportava la frase "Da non pubblicare" scritta a mano sopra, ritrae una giovane Diana durante una vacanza in montagna nel 1979, quindi già successivamente ai suoi primi incontri con Carlo, comodamente appoggiata sul petto del giovane amico Adam Russell.
Il 19 marzo 2013 dieci vestiti del guardaroba di Diana, incluso l'abito da sera in velluto blu notte indossato dalla principessa nel 1985, durante la cena alla Casa Bianca dove danzò con John Travolta, sono stati messi all'asta a Londra, raggiungendo la cifra di 800 000 sterline. Due degli abiti, acquistati dall'associazione Historic Royal Palaces, sono in esposizione a Londra insieme con altri capi appartenuti a Diana, alla Regina Elisabetta e alla principessa Margaret, come parte dell'esposizione Fashion Rules: Dress from the collections of HM The Queen, Princess Margaret, and Diana, Princess of Wales inaugurata a Kensington Palace il 4 luglio 2013.
Il 15 luglio 2013, dall'archivio fotografico della Casa Bianca sono emersi numerosi scatti inediti di Lady Diana, realizzati dal fotografo Pete Souza durante il ricevimento che Ronald Reagan diede nel 1985 per rendere omaggio ai principi di Galles, in visita negli Stati Uniti. Oltre alle già famose foto di Diana insieme con John Travolta, altre la vedono danzare con il Presidente Ronald Reagan e, non senza imbarazzo e soggezione, con Tom Selleck, stella del telefilm Magnum, P.I., e Clint Eastwood.
Il 1º luglio 2021, giorno in cui Diana avrebbe compiuto sessant'anni, i principi William e Henry inaugurano una statua in onore della madre nei giardini del Sunken Garden di Kensington Palace.
Il 6 gennaio 2023 è stata venduta all'asta da Sotheby's l'appariscente croce che Diana aveva chiesto in prestito per la prima volta all'amico e uomo d'affari palestinese cristiano Naim Attallah, ex amministratore delegato del gruppo di Asprey & Garrard, in occasione di un evento di beneficenza tenutosi il 27 ottobre 1987. La croce era stata realizzata dal gioielliere di corte Garrard negli anni '20, che aveva firmato anche il suo anello di fidanzamento, e poi acquistata da Naim negli anni '80. Il gioiello era uno dei preferiti da Lady Diana e segnò un mutamento dello stile della Principessa, divenuto più audace e meno romanticamente sommesso.

## Antenati di Diana
Diana era nata in una famiglia aristocratica di nome Spencer, con origini reali. Da sua madre Frances traeva origini irlandesi, scozzesi, inglesi e americane (la sua bisnonna era Frances Ellen Work, ereditiera di New York). Il padre discendeva dal re Carlo II d'Inghilterra della famiglia Stuart, tramite quattro figli illegittimi:
- Henry Fitzroy, I Duca di Grafton, figlio di Barbara Villiers, Duchessa di Cleveland;
- Charles Lennox, Duca di Richmond e Lennox, figlio di Louise de Kérouaille, Duchessa di Portsmouth;
- Charles Beauclerk, I duca di St. Albans, figlio di Nell Gwyn;
- James Crofts, Duca di Monmouth, figlio di Lucy Walter.

Diana discende anche da Giacomo II Stuart attraverso Henrietta FitzJames, figlia di Arabella Churchill, sorella di John Churchill, Duca di Marlbourgh.
Altri antenati di Diana sono: Roberto I di Scozia, Maria Stuarda, Maria Bolena, Lady Catherine Grey, Maria di Salinas, John Egerton, II duca di Bridgewater, James Stanley, VII conte di Derby, Robert Walpole, 1º Primo ministro del Regno Unito, Georgiana Spencer, duchessa del Devonshire, Maria de' Medici, Isabella di Castiglia, Ferdinando II d'Aragona, Carlo I Stuart, Enrichetta Maria di Borbone-Francia, Giovanna di Castiglia, Inés de Castro, Enrico IV di Francia.
Diana vantava anche origini italiane discendendo tra gli altri da Caterina Sforza e Cosimo I de' Medici. Diana discendeva anche, dalla parte del padre, da una delle raugravine, figlia di Carlo I Luigi del Palatinato, il quale era figlio di Elisabetta Stuart, figlia di Giacomo I.
La nonna materna di Lady Diana, Lady Ruth Fermoy, fu per molto tempo dama di compagnia e amica intima della Regina Madre.

## Titoli e trattamento
- 1 luglio 1961 - 9 giugno 1975: The Honourable Diana Spencer
- 9 giugno 1975 - 31 agosto 1997: Lady Diana Spencer
- 29 luglio 1981 - 28 agosto 1996: Sua Altezza Reale la Principessa di Galles
- 28 agosto 1996 - 31 agosto 1997: Diana, Principessa di Galles

Il trattamento completo di Diana durante il suo matrimonio con il Principe di Galles era il seguente: "Sua Altezza Reale Diana, Principessa del Galles e Contessa di Chester, Duchessa di Cornovaglia, Duchessa di Rothesay, Baronessa di Renfrew, Signora delle Isole e Principessa di Scozia". Con il successivo divorzio Diana perse il suffisso di Altezza Reale ma mantenne il titolo di Principessa di Galles, continuando a rimanere un membro importante della famiglia reale britannica in quanto madre di due potenziali futuri sovrani del Regno Unito.

## Onorificenze

Il monogramma personale di Diana, principessa di Galles

## Albero genealogico
|                                   |                                      |                                        | Genitori                             |  |  | Nonni |  |  | Bisnonni                          |  |  | Trisnonni                           |  |
|                                   |                                      |                                        |                                      |  |  |       |  |  | Charles Spencer, VI conte Spencer |  |  | Frederick Spencer, IV conte Spencer |  |
|                                   |                                      |                                        |                                      |  |  |       |  |  | Charles Spencer, VI conte Spencer |  |  | Frederick Spencer, IV conte Spencer |  |
|                                   |                                      | Adelaide Seymour                       |                                      |  |  |       |  |  | Charles Spencer, VI conte Spencer |  |  |                                     |  |
| Albert Spencer, VII conte Spencer |                                      |                                        |                                      |  |  |       |  |  | Charles Spencer, VI conte Spencer |  |  |                                     |  |
|                                   |                                      | Lady Margaret Baring                   | Edward Baring, I Barone Revelstoke   |  |  |       |  |  |                                   |  |  |                                     |  |
|                                   |                                      | Lady Margaret Baring                   | Edward Baring, I Barone Revelstoke   |  |  |       |  |  |                                   |  |  |                                     |  |
|                                   |                                      | Lady Margaret Baring                   | Louisa Bulteel                       |  |  |       |  |  |                                   |  |  |                                     |  |
| John Spencer, VIII conte Spencer  |                                      | Lady Margaret Baring                   |                                      |  |  |       |  |  |                                   |  |  |                                     |  |
|                                   |                                      | James Hamilton, III duca di Abercorn   | James Hamilton, II duca di Abercorn  |  |  |       |  |  |                                   |  |  |                                     |  |
|                                   |                                      | James Hamilton, III duca di Abercorn   | James Hamilton, II duca di Abercorn  |  |  |       |  |  |                                   |  |  |                                     |  |
|                                   |                                      | James Hamilton, III duca di Abercorn   | Lady Maria Anna Hamilton Curzon-Howe |  |  |       |  |  |                                   |  |  |                                     |  |
| Lady Cynthia Hamilton             |                                      | James Hamilton, III duca di Abercorn   |                                      |  |  |       |  |  |                                   |  |  |                                     |  |
|                                   |                                      | Lady Rosalind Cecilia Caroline Bingham | Charles Bingham, IV conte di Lucan   |  |  |       |  |  |                                   |  |  |                                     |  |
|                                   |                                      | Lady Rosalind Cecilia Caroline Bingham | Charles Bingham, IV conte di Lucan   |  |  |       |  |  |                                   |  |  |                                     |  |
|                                   |                                      | Lady Rosalind Cecilia Caroline Bingham | Lady Cecilia Catherine Gordon-Lennox |  |  |       |  |  |                                   |  |  |                                     |  |
| Lady Diana Spencer                |                                      | Lady Rosalind Cecilia Caroline Bingham |                                      |  |  |       |  |  |                                   |  |  |                                     |  |
|                                   | James Burke Roche, III barone Fermoy | Edmond Roche, I Barone Fermoy          |                                      |  |  |       |  |  |                                   |  |  |                                     |  |
|                                   | James Burke Roche, III barone Fermoy | Edmond Roche, I Barone Fermoy          |                                      |  |  |       |  |  |                                   |  |  |                                     |  |
|                                   | James Burke Roche, III barone Fermoy | Elizabeth Boothby                      |                                      |  |  |       |  |  |                                   |  |  |                                     |  |
| Maurice Roche, IV barone Fermoy   | James Burke Roche, III barone Fermoy |                                        |                                      |  |  |       |  |  |                                   |  |  |                                     |  |
|                                   |                                      | Frances Ellen Work                     | Franklin Work                        |  |  |       |  |  |                                   |  |  |                                     |  |
|                                   |                                      | Frances Ellen Work                     | Franklin Work                        |  |  |       |  |  |                                   |  |  |                                     |  |
|                                   |                                      | Frances Ellen Work                     | Ellen Wood                           |  |  |       |  |  |                                   |  |  |                                     |  |
| Hon. Frances Ruth Roche           |                                      | Frances Ellen Work                     |                                      |  |  |       |  |  |                                   |  |  |                                     |  |
|                                   |                                      | William Smith Gill                     | Alexander Ogston Gill                |  |  |       |  |  |                                   |  |  |                                     |  |
|                                   |                                      | William Smith Gill                     | Alexander Ogston Gill                |  |  |       |  |  |                                   |  |  |                                     |  |
|                                   |                                      | William Smith Gill                     | Barbara Smith Marr                   |  |  |       |  |  |                                   |  |  |                                     |  |
| Ruth Sylvia Gill                  |                                      | William Smith Gill                     |                                      |  |  |       |  |  |                                   |  |  |                                     |  |
|                                   |                                      | Ruth Littlejohn                        | David Littlejohn                     |  |  |       |  |  |                                   |  |  |                                     |  |
|                                   |                                      | Ruth Littlejohn                        | David Littlejohn                     |  |  |       |  |  |                                   |  |  |                                     |  |
|                                   |                                      | Ruth Littlejohn                        | Jane Crombie                         |  |  |       |  |  |                                   |  |  |                                     |  |
|                                   |                                      | Ruth Littlejohn                        |                                      |  |  |       |  |  |                                   |  |  |                                     |  |

## Filmografia
Sin dai primi anni di matrimonio, Lady Diana è stata più volte protagonista, insieme con il marito e il resto della Famiglia Reale, di numerose rappresentazioni, soprattutto televisive, della sua vita una volta divenuta principessa di Galles. Segue un elenco cronologico delle produzioni biografiche a lei dedicate, o nelle quali è indirettamente coinvolta:
| Anno      | Film                                                                                     | Attrice                                                      | Note         |
| --------- | ---------------------------------------------------------------------------------------- | ------------------------------------------------------------ | ------------ |
| 1982      | Carlo e Diana - Una storia d'amore (Charles & Diana: A Royal Love Story)                 | Caroline Bliss                                               | Film TV      |
| 1982      | Il romanzo di Carlo e Diana (The Royal Romance of Charles and Diana)                     | Catherine Oxenberg Kerry Nix (Diana bambina)                 | Film TV      |
| 1992      | Sarah e Andrea - Un amore a Buckingham Palace (Fergie & Andrew: Behind the Palace Doors) | Edita Brychta                                                | Film TV      |
| 1992      | Le donne di Windsor (The Women of Windsor)                                               | Nicola Formby                                                | Miniserie TV |
| 1992      | Carlo e Diana - Scandalo a corte (Charles & Diana: Unhappily Ever After)                 | Catherine Oxenberg                                           | Film TV      |
| 1993      | La vera storia di Lady D (Diana: Her True Story)                                         | Serena Scott Thomas Belle Connor (Diana bambina)             | Miniserie TV |
| 1995      | Over Exposed: A Royal Scandal                                                            | Christina Hance                                              | Film TV      |
| 1996      | La principessa triste (Princess in Love)                                                 | Julie Cox                                                    | Film TV      |
| 1996      | Diana & Me (Diana & Me)                                                                  | Christina Hance                                              |              |
| 1998      | Diana - La principessa del popolo (Diana: A Tribute to the People's Princess)            | Amy Clare Seccombe                                           | Film TV      |
| 2002      | Prince William                                                                           | Nicky Lilley                                                 | Film TV      |
| 2002      | The Biographer: The Secret Life of Princess Di                                           |                                                              | Film TV      |
| 2002      | Jeffrey Archer: The Truth                                                                | Emily Mortimer                                               | Film TV      |
| 2005      | Va' dove ti porta il cuore (Whatever Love Means)                                         | Michelle Duncan                                              | Film TV      |
| 2006      | The Queen - La regina (The Queen)                                                        | Laurence Burg                                                |              |
| 2007      | Diana - Gli ultimi giorni di una principessa (Diana: Last Days of a Princess)            | Genevieve O'Reilly                                           | Film TV      |
| 2007      | Lady D (The Murder of Princess Diana)                                                    | Nathalie Brocker                                             | Film TV      |
| 2009      | The Queen: The Life of a Monarch                                                         | Emily Hamilton                                               | Miniserie TV |
| 2011      | William & Kate - Un amore da favola (William & Catherine: A Royal Romance)               | Lesley Harcourt                                              | Film TV      |
| 2011      | Unlawful Killing (Uccisione illegale)                                                    |                                                              | Film TV      |
| 2013      | Diana - La storia segreta di Lady D (Diana)                                              | Naomi Watts                                                  |              |
| 2017      | King Charles III                                                                         | Katie Brayben                                                | Film TV      |
| 2018      | Harry & Meghan (Harry & Meghan: A Royal Romance)                                         | Bonnie Soper                                                 | Film TV      |
| 2019      | Harry & Meghan - La nuova famiglia reale (Harry & Meghan: Becoming Royal)                | Bonnie Soper                                                 | Film TV      |
| 2020-2023 | The Crown                                                                                | Emma Corrin (stagione 4); Elizabeth Debicki (stagione 5 e 6) | Serie TV     |
| 2021      | Spencer                                                                                  | Kristen Stewart                                              |              |
| 2021      | Diana                                                                                    | Jeanna de Waal                                               |              |